# 木村良平
木村 良平（きむら りょうへい、1984年7月30日 - ）は、日本の声優、俳優。東京都出身。
3歳から劇団ひまわりに所属し、子役として実写・舞台・アニメなどの出演を経て、2009年に『東のエデン』の滝沢朗役でテレビアニメ初主演を務める。2012年、第6回声優アワードにて助演男優賞を受賞。 代表作は『東のエデン』（滝沢朗）、『黒子のバスケ』（黄瀬涼太）、『テイルズ オブ ゼスティリア』（スレイ）などがある。

## 経歴

### 子役時代
3歳の時に劇団ひまわりに入団。本人曰く、デビューは正確には覚えていないが、幼稚園の時には蜷川幸雄の演出による『夏の夜の夢』の舞台に立っていたという。しかし、蜷川幸雄が夏の夜の夢を初演出したのは1994年6月で、時期が合わずキャストにも記載がない。
物心がつく前より声優の仕事をしており、日本のアニメのデビュー作については『逮捕しちゃうぞ』だろうとしている。子供の頃は、声優は顔を出さなくても芝居ができるため「楽ちん」だと考えていた。芝居ができれば何でも良かった木村にとって、外見を気にする手間がとられない声の仕事は芝居に集中できたという。

### 子役から役者へ
オーディションには定期的に受かり演技で良い評価も受けていたため、仕事への危機感はなかった。それまでの評価が子役としてのものだったことに成人してから気づく。20歳を過ぎて大人の役者との付き合いが増えた時、これから「ライバルは大人」「このままじゃ勝てない」と思うようになり、子役から役者へと意識が切り替わった。自らの危機感を煽るため、声優にどんな勉強をしてきたのかどうして声優を志したのか聞き出し、また声優のワークショップや養成所の見学に出向いた。5か所以上の養成所を回ったが、生徒たちにプロとしての技術や自覚はなく、学生気分だったことから木村が感じていた危機感とギャップがあったという。さらにアニメ好きな生徒はいても芝居好きは見かけなかったため、芝居好きである木村は「この世界では勝てる武器を持っているかもしれない」と自信がついた。
2009年出演の『東のエデン』の滝沢朗でテレビアニメの初主演を務め、知名度を上げる。滝沢朗役を演じたことで、「等身大のキャラクターを演じる素地ができた」としている。

### 評価
2012年に第6回声優アワードにて助演男優賞を受賞する。
フジテレビの深夜アニメ放送枠「ノイタミナ」作品の主演を数多く務める。『東のエデン』の滝沢朗役、『坂道のアポロン』の西見薫役、『ROBOTICS;NOTES』の八汐海翔役、『銀の匙 Silver Spoon』の八軒勇吾役などがある。多く起用される理由についてノイタミナのプロデューサー森彬俊は、個人的な意見とした上で、木村の声の魅力に「共感性」があるとしている。どんなキャラクターでも木村が演じることによって「視聴者から見て手の届かないキャラクターにならずに、どこか共感できる人物になっている」という。

## 人物

### 家庭環境
母親は、アナウンサー志望だったこともあり、フリーで司会をするほど人前で話すことが好きで、その影響もあってか劇団への入団を勧められた。また小学校高学年まで母親の妹の叔母2人が同居しており、女性の多い家庭で育つ。女性3人も寄るとことわざにある通り「それはもうかしましい」環境であったと言い、会話がオーバーアクションで彼女たちとコミュニケーションをとるには自らもリアクションを取るようになり、それが「自然にお芝居に繋がってきているのかもしれない」という。
父親は、劇団ひまわり入団について反対も賛成もしなかったが、中学生の時に役者をやめたいと伝えると「10年やってきたことは全部なくなっちゃうけどいい？」と言われて、本気で辞めたいとは考えてなかったことに気づき、冷静になれるアドバイスをもらったことに感謝しているという。

### 性格
テレビアニメ『神様ドォルズ』では、主人公とヒロインのオーディションしかなかったが、原作漫画を読んでどうしても阿幾役がやりたいと、セリフをテープに吹き込んで送って阿幾役を得た。映画『センコロール』では主人公のオーディションに呼ばれていたが、台本を読んでシュウ役がやりたくなり、現場でシュウ役のオーディションについて直談判した。演じる役に対して貪欲だという。
声優の石川界人は、すごいと思う役者の1人に木村を挙げ、「人を引き付ける力がすごい」「面倒見の良さも尋常じゃない」と人柄を評している。

## 出演
太字はメインキャラクター。

### テレビアニメ
1997年
- 逮捕しちゃうぞ（俊二）

2000年
- メダロット（ベルモット）

2002年
- 満月をさがして（桜井英知）

2005年
- シュガシュガルーン（ウー）
- プレイボール（松下）

2007年
- おおきく振りかぶって（2007年 - 2010年、西広辰太郎） - 2シリーズ
- 結界師（影宮閃）

2008年
- シゴフミ（千川大輝）
- 夏目友人帳（2008年 - 2024年、西村悟） - 7シリーズ
- ネオ アンジェリーク Abyss（ロシュ） - 2シリーズ

2009年
- 東のエデン（滝沢朗）

2010年
- Angel Beats!（日向秀樹）
- STAR DRIVER 輝きのタクト（2010年 - 2011年、リョウ・ギンタ / キャメルスター）
- HEROMAN（サイモン・カナイ）
- 遊☆戯☆王5D's（ブレイブ）

2011年
- UN-GO（三原保太郎）
- 神様ドォルズ（枸雅阿幾）
- 君と僕。（2011年 - 2012年、浅羽祐希） - 2シリーズ
- クッキンアイドル アイ!マイ!まいん!（スワロー）
- GOSICK -ゴシック-（アルベール）
- C（角田）
- 花咲くいろは（日渡洋輔）
- 僕は友達が少ない（2011年 - 2013年、羽瀬川小鷹） - 2シリーズ
- 輪るピングドラム（高倉晶馬、ペンギン2号）

2012年
- 織田信奈の野望（朝倉義景）
- 神様はじめました（2012年 - 2015年、裏嶋小太郎） - 2シリーズ
- 黒子のバスケ（2012年 - 2015年、黄瀬涼太） - 3シリーズ / 2016年に『ウインターカップ総集編』劇場上映
- 坂道のアポロン（西見薫）
- さんかれあ（降谷千紘）
- ポケットモンスター ベストウイッシュ シーズン2（デビー）
- マギ（2012年 - 2014年、ジュダル） - 2シリーズ
- メタルファイト ベイブレード ZEROG（2012年 - 2013年、亀垣玄十郎）
- ROBOTICS;NOTES（2012年 - 2013年、八汐海翔）
- 遊☆戯☆王ZEXAL（木村大樹）

2013年
- RDG レッドデータガール（宗田真澄）
- アラタカンガタリ〜革神語〜（門脇将人）
- 革命機ヴァルヴレイヴ（エルエルフ〈ミハエル〉） - 2シリーズ
- 神さまのいない日曜日（シャッド・ワルズ）
- 銀の匙 Silver Spoon（2013年 - 2014年、八軒勇吾） - 2シリーズ
- ジュエルペット ハッピネス（浅野匠、宇根くん、レスリング部部長、不良B、炊飯器）
- 東京レイヴンズ（2013年 - 2014年、阿刀冬児）
- ブラッドラッド（ブラッド・D・ブラッズ）
- メガネブ!（木全隼人）

2014年
- アカメが斬る!（シュラ）
- 黒執事（2014年 - 2025年、チャールズ・グレイ） - 2シリーズ
- 月刊少女野崎くん（若松博隆）
- PSYCHO-PASS サイコパス 2（鹿矛囲桐斗）
- スペース☆ダンディ（ジェントル）
- テイルズ オブ ゼスティリア（2014年 - 2017年、スレイ） - 2シリーズ + 特番
- 七つの大罪（2014年 - 2021年、ハウザー） - 4シリーズ + 特番
- 信長協奏曲（浅井長政）
- バディ・コンプレックス（チュセ・フランボワ）
- 魔弾の王と戦姫（ザイアン＝テナルディエ）
- 魔法科高校の劣等生（2014年 - 2024年、服部刑部少丞範蔵） - 3シリーズ
- LOVE STAGE!!（黒井高広）

2015年
- 青春×機関銃（藤本高虎）
- うたの☆プリンスさまっ♪ マジLOVE シリーズ（2015年 - 2016年、日向大和） - 2シリーズ
- キュートランスフォーマー 帰ってきたコンボイの謎（バンブルビー） - 2シリーズ
- 境界のRINNE（2015年 - 2017年、十文字翼） - 3シリーズ
- ケイオスドラゴン 赤竜戦役（ソル）
- Charlotte（福山有史）
- 城下町のダンデライオン（櫻田修、櫻田総一郎〈青年時代〉）
- 蒼穹のファフナー EXODUS（来主操）
- ダイヤのA シリーズ（2015年 - 2020年、天久光聖） - 2シリーズ
- DIABOLIK LOVERS MORE,BLOOD（無神コウ）
- 東京喰種トーキョーグール シリーズ（2015年 - 2018年、富良太志） - 3シリーズ
- ハイキュー!! シリーズ（2015年 - 2020年、木兎光太郎） - 4シリーズ

2016年
- 学園ハンサム（美剣咲夜）
- クロムクロ（トム・ボーデン）
- SERVAMP-サーヴァンプ-（ロウレス）
- ジョーカー・ゲーム（神永）
- 昭和元禄落語心中（ぷう太）
- ツキウタ。 THE ANIMATION（2016年 - 2020年、霜月隼） - 2シリーズ
- 刀剣乱舞-花丸-（2016年 - 2018年、和泉守兼定） - 2シリーズ
- バッテリー（瑞垣俊二）
- ハルチカ 〜ハルタとチカは青春する〜（朝霧亨）
- ファンタシースターオンライン2 ジ アニメーション（ゼノ）
- プリンス・オブ・ストライド オルタナティブ（八神陸）
- マクロスΔ（キース・エアロ・ウィンダミア、ハリー・タカスギ）
- ReLIFE（夜明了）

2017年
- 超・少年探偵団NEO（7代目小林少年）
- ちるらん にぶんの壱（斎藤一）
- 活撃 刀剣乱舞（和泉守兼定）
- DIVE!!（坂井弘也）
- 妖怪ウォッチ（2017年 - 2023年、エンマ大王） - 3シリーズ
- BORUTO-ボルト- NARUTO NEXT GENERATIONS（2017年 - 2022年、干柿屍澄真）
- 戦刻ナイトブラッド（高坂昌信）
- TSUKIPRO THE ANIMATION（2017年 - 2021年、霜月隼） - 2シリーズ
- DYNAMIC CHORD（百瀬つむぎ）
- いつだって僕らの恋は10センチだった。（芹沢千秋）

2018年
- ダメプリ ANIME CARAVAN（メア）
- 伊藤潤二『コレクション』（裕史、坂口ヒロシ、ヨシユキ、北川清、安ミン）
- イナズマイレブン アレスの天秤（2018年 - 2019年、道成達巳、紀村陽介） - 2シリーズ
- デビルズライン（李ハンス）
- ニル・アドミラリの天秤（鵜飼昌吾）
- BEATLESS（川村）
- Free!-Dive to the Future-（遠野日和）
- ぐらんぶる（2018年 - 2025年、今村耕平） - 2シリーズ
- 京都寺町三条のホームズ（梶原秋人）
- オーバーロードIII（エルヤー・ウズルス）
- 僕のヒーローアカデミア（青年デヴィッド）
- ゾンビランドサガ（2018年 - 2021年、犬走、担当者B） - 2シリーズ
- ラディアン（2018年 - 2020年、ピオドン） - 2シリーズ
- 妖怪ウォッチ シャドウサイド（2018年 - 2019年、エンマ大王）

2019年
- 八月のシンデレラナイン（鈴木健次郎）
- 鬼滅の刃（沼の鬼）
- 胡蝶綺 〜若き信長〜（佐久間信盛）
- 魔入りました!入間くん（2019年 - 2023年、アスモデウス・アリス） - 3シリーズ
- ファンタシースターオンライン2 エピソード・オラクル（2019年 - 2020年、ゼノ）

2020年
- ぼくのとなりに暗黒破壊神がいます。（月宮ウツギ）
- ドロヘドロ（ジョンソン）
- ランウェイで笑って（綾野遠）
- 妖怪学園Y 〜Nとの遭遇〜（2020年 - 2021年、トンガリ銅像、久留瀬イクト、外楽ユウリ、姫川発明、エンマ大王、エンマダイ理事長）
- デュエル・マスターズ キング（2020年 - 2022年、鬼札アバク、死滅の大地ヴァイストン） - 2シリーズ
- ジビエート（葉室克典）
- 魔王学院の不適合者 〜史上最強の魔王の始祖、転生して子孫たちの学校へ通う〜（2020年 - 2024年、レドリアーノ・カノン・アゼスチェン） - 3シリーズ
- 富豪刑事 Balance:UNLIMITED（黒服）
- 半妖の夜叉姫（2020年 - 2022年、琥珀） - 2シリーズ
- 神様になった日（国宝阿修羅）
- 池袋ウエストゲートパーク（サル）

2021年
- アイ★チュウ（杜若葵）
- オッドタクシー（剛力）
- 恋と呼ぶには気持ち悪い（益田）
- すばらしきこのせかい The Animation（ヨシュア / 桐生義弥）
- パズドラ（2020年 - 2025年、羽柴レオ、獅子マスク）
- 平穏世代の韋駄天達（クライシ）
- うらみちお兄さん（木角半兵衛）
- 湖池屋SDGs劇場 サスとテナ（2021年 - 2023年、ブル、クラウディ） - 2シリーズ
- 異世界食堂2（トーマス）
- ヴィジュアルプリズン（長瀬豊）
- かぎなど（2021年 - 2022年、日向秀樹） - 2シリーズ

2022年
- 盾の勇者の成り上がり（謎の男性 / キョウ＝エスニナ）
- カッコウの許嫁（2022年 - 2025年、海野洋平） - 2シリーズ
- 虫かぶり姫（クリストファ－・セルカ－ク・アッシェラルド）

2023年
- 便利屋斎藤さん、異世界に行く（サイトウ）
- 地獄楽（2023年 - 2026年、亜左弔兵衛） - 2シリーズ
- スキップとローファー（兼近鳴海）
- 好きな子がめがねを忘れた（東蓮）
- わたしの幸せな結婚（2023年 - 2025年、鶴木新 / 薄刃新） - 2シリーズ
- 僕らの雨いろプロトコル（仙堂暁斗）
- でこぼこ魔女の親子事情（トリーノ）
- 七つの大罪 黙示録の四騎士（ハウザー）

2024年
- 戦国妖狐（真介） - 2シリーズ
- 刀剣乱舞 廻 -虚伝 燃ゆる本能寺-（和泉守兼定）
- 喧嘩独学（詩音）
- 花野井くんと恋の病（八尾創平）
- Unnamed Memory（ルスト）
- ちびゴジラの逆襲（ちびガバラ）
- 新米オッサン冒険者、最強パーティに死ぬほど鍛えられて無敵になる。（ラスター・ディルムット）
- ハイガクラ（比企）
- 嘆きの亡霊は引退したい（スヴェン・アンガー）
- デリコズ・ナーサリー（アンジェリコ・フラ〈青年期〉）
- 妖怪学校の先生はじめました!（2024年 - 2025年、恵比寿夷三郎）

2025年
- 青のミブロ（夜叉）
- 中禅寺先生物怪講義録 先生が謎を解いてしまうから。（新井先生）
- 陰陽廻天 Re:バース（安倍晴明）
- 勇者パーティーを追放された白魔導師、Sランク冒険者に拾われる 〜この白魔導師が規格外すぎる〜（アレン）
- サイレント・ウィッチ 沈黙の魔女の隠しごと（エリオット・ハワード）
- ずたぼろ令嬢は姉の元婚約者に溺愛される（ルイフォン）
- その着せ替え人形は恋をする Season 2（シャンパンコール）
- 桃源暗鬼（花魁坂京夜）

### 劇場アニメ
2009年
- センコロール（シュウ）
- 東のエデン（2009年 - 2010年、滝沢朗） - 2部作

2010年
- 蒼穹のファフナー HEAVEN AND EARTH（来主操）

2011年
- 鋼の錬金術師 嘆きの丘の聖なる星（少年アシュレイ）

2012年
- ねらわれた学園（神野ゆう）
- 劇場版イナズマイレブンGO vs ダンボール戦機W（アスタ）

2013年
- AURA 〜魔竜院光牙最後の闘い〜（高橋裕太）

2015年
- 映画 妖怪ウォッチ エンマ大王と5つの物語だニャン!（エンマ大王）

2016年
- 映画 妖怪ウォッチ 空飛ぶクジラとダブル世界の大冒険だニャン!（エンマ大王）

2017年
- 劇場版 黒執事 Book of the Atlantic（チャールズ・グレイ）
- 劇場版 黒子のバスケ LAST GAME（黄瀬涼太）
- 劇場版 Free!-Timeless Medley- 約束（遠野日和）
- 映画 妖怪ウォッチ シャドウサイド 鬼王の復活（エンマ大王 / 闇エンマ）

2018年
- 劇場版マクロスΔ 激情のワルキューレ（キース・エアロ・ウィンダミア）
- 劇場版 SERVAMP-サーヴァンプ- -Alice in the Garden-（ロウレス）
- 僕のヒーローアカデミア THE MOVIE 〜2人の英雄〜（デヴィット・シールド〈青年期〉）
- 劇場版 夏目友人帳 〜うつせみに結ぶ〜（西村悟）
- 映画 妖怪ウォッチ FOREVER FRIENDS（高城イツキ、夜叉エンマ、エンマ大王）

2019年
- 劇場版 うたの☆プリンスさまっ♪ マジLOVEキングダム（日向大和）
- 天気の子（スカウトマン木村）

2021年
- 夏目友人帳 石起こしと怪しき来訪者（西村悟）
- 劇場版 七つの大罪 光に呪われし者たち（ハウザー）

2022年
- 映画 オッドタクシー イン・ザ・ウッズ（剛力）
- RE:cycle of the PENGUINDRUM（高倉晶馬） - 前後編

2023年
- 妖怪ウォッチ♪ ジバニャンvsコマさん もんげー大決戦だニャン（エンマ大王）
- 劇場版 Collar×Malice -deep cover-（白石景之） - 前後編
- 機甲英雄 劇場版 我與我等於無限大（米歇爾）
- 火の鳥 エデンの宙（カイン）

2024年
- 劇場版ハイキュー!! ゴミ捨て場の決戦（木兎光太郎）
- RABBITS KINGDOM THE MOVIE（霜月隼）

### OVA
2011年
- この男子、宇宙人と戦えます。（カカシ）
- 僕は友達が少ない（2011年 - 2012年、羽瀬川小鷹） - 小説7巻特装版、『あどおんでぃすく』

2012年
- アラタなるセカイ（桐島）
- 黒子のバスケ（2012年 - 2013年、黄瀬涼太） - 『DVD FAN DISC 〜終わらない夏〜』、BD&DVD第8巻、コミックス25巻アニメDVD付予約限定版
- 流れ星レンズ（雄大） - りぼん2012年6月超特大号

2013年
- 神様はじめました（裏嶋小太郎） - コミックス16巻オリジナルアニメDVD付初回限定版
- 最遊記外伝 特別篇 香花の章（陸央）
- 夏目友人帳（2013年 - 2014年、西村悟） - 『LaLa』2013年8 - 10月号・『LaLa DX』2013年9月号全員サービス、『いつかゆきのひに』
- ブラッドラッド 我輩は猫ではない（ブラッド・D・ブラッズ） - 原作第10巻限定版

2014年
- よんでますよ、アザゼルさん。「イソギンチャク編」（小山内治）
- Hybrid Child（瀬谷壱）

2015年
- 学園ハンサム The Animation（美剣咲夜）
- 黒執事 Book of Murder（チャールズ・グレイ）
- 東京喰種トーキョーグール【JACK】（富良太志）

2017年
- 僕のヒーローアカデミア（藤見露召呂） - コミックス14巻限定版

2018年
- ReLIFE 完結編（夜明了）

2019年
- 蒼穹のファフナー THE BEYOND（2019年 - 2021年、来主操）

2020年
- ハイキュー!! 陸 VS 空（木兎光太郎）

### Webアニメ
2010年代
- ポケットモンスター ブラック2・ホワイト2 紹介SPムービー（2012年、チェレン）
- Bonjour♪恋味パティスリー（2014年、花房ジルベール）
- 機動戦士ガンダム サンダーボルト（2015年、ダリル・ローレンツ）
- 異世界居酒屋〜古都アイテーリアの居酒屋のぶ〜（2018年、ジャン）
- ULTRAMAN（2019年 - 2023年、早田進次郎） - 3シリーズ
- 機甲英雄 機鬥勇者 日本語版（2019年、米歇爾）

2020年代
- SUPER SHIRO（2020年、ディオゲネス）
- 青い羽みつけた!（2021年、オオルリ）
- しゃばけ（2021年、屏風のぞき）
- 伊藤潤二『マニアック』（2023年、吉川剛）
- 僕らの雨いろプロトコル ミニアニメ（2023年、仙堂暁斗）
- グッド・ナイト・ワールド（2023年、レオン）
- 鬼武者（2023年、伊右衛門）

### ゲーム
2005年
- NANA（PS2版）（岡崎真一）

2007年
- おおきく振りかぶって ホントのエースになれるかも（西広辰太郎）
- すばらしきこのせかい（桐生義弥）

2008年
- ネオ アンジェリーク Special（ロシュ）

2010年
- 乙女デスク（南井秀徳）
- ザ・サード バースデイ（ブランク）
- STORM LOVER（相馬隆志）
- 翔べ!舞羽高校演劇部（桐生陽）
- uni.（須藤和樹）
- 恋愛番長 命短し、恋せよ乙女! Love is Power（データ番長）

2011年
- 学園特救ホトケンサー（堂島翠月 / ホトケングリーン）
- きらめき!熱血☆ラ部（風祭ハヤト）
- STORM LOVER 夏恋!!（相馬隆志）
- 遊☆戯☆王ファイブディーズ タッグフォース6（ブレイブ）

2012年
- UNDER NIGHT IN-BIRTH（2012年 - 2024年、ハイド） - 5作品
- イナズマイレブン シリーズ（2012年 - 2013年、アスタ） - 2作品
- イナズマイレブンGO ストライカーズ 2013（アスタ）
- L.G.S 〜新説 封神演義〜（姫発）
- Custom Drive（神無木紫音）
- キングダム ハーツ 3D ［ドリーム ドロップ ディスタンス］（ヨシュア）
- 黒子のバスケ キセキの試合（黄瀬涼太）
- STORM LOVER 快!!（相馬隆志）
- ファンタシースターオンライン2（ゼノ）
- 僕は友達が少ない ぽーたぶる（羽瀬川小鷹）
- 恋愛番長2 MidnightLesson!!!（データ番長）
- ROBOTICS;NOTES（八汐海翔）

2013年
- 英国探偵ミステリア（ワトソンJr.〈ウィリアム・H・ワトソン〉）
- 恋花デイズ（高丘菊之介）
- コンセプションII 七星の導きとマズルの悪夢（クロツグ）
- 最悪の瞬間、最愛の君に… 〜Dangerous Wedding〜（滝野大輔）
- The Wonderful 101（ワンダ・レッド）
- 三国志パズル大戦（孫権）
- スーパーロボット大戦UX（来主操、サイモン・カイナ）
- STORM LOVER 2nd（相馬隆志）
- SNOW BOUND LAND（カイ）
- 星葬ドラグニル（アラン・ローラン）
- セブンスドラゴン2020-II
- Double Score（森絢吾）
- DIABOLIK LOVERS MORE,BLOOD（無神コウ）
- はつカレッ☆恋愛デビュー宣言!（桐嶋蒼斗）
- マギ はじまりの迷宮（ジュダル）
- マフィアモーレ☆（アルバ）
- ロミオVSジュリエット（パリス＝ヴェロナ）

2014年
- 妖かし恋戯曲（霞美）
- UNDER NIGHT IN-BIRTH Exe:Late（ハイド）
- いざ、出陣!恋戦 第二幕〜越後編〜（直江兼続）
- エルソード（エド）
- 王子様のプロポーズ Love Tiara（ロベルト・バトン）
- 機動戦士ガンダム外伝 ミッシングリンク（リベリオ・リンケ）
- 黒子のバスケ 勝利へのキセキ（黄瀬涼太）
- グランブルーファンタジー（2014年 - 2024年、リチャード、和泉守兼定）
- 声カレ〜放課後キミに会いに行く〜（設楽煌）
- DIABOLIK LOVERS VANDEAD CARNIVAL（無神コウ）
- DYNAMIC CHORD feat.[reve parfait]（百瀬つむぎ）
- ハマトラ Look at Smoking World（フリーズ）
- ブキガミ（アオ）
- BLACK CODE ブラック・コード（アデル＝フラメル）
- -8（虹丘リオン）
- マギ 新たなる世界（ジュダル）
- マギ Dungeon & Magic（ジュダル）
- 魔法科高校の劣等生 Out of Order（服部刑部少丞範蔵）
- RE:VICE[D]（イロハ）
- 妖刀 あらしとふぶき -Sword of Twins-（あらし）
- 嫁コレ（八軒勇吾、木全隼人、日向秀樹、鹿矛囲桐斗）
- 流線系エンカウンター 2nd Season（クロウ）
- ロストディメンション（トウヤ・オルベルト）
- ロミオ&ジュリエット（パリス＝ヴェロナ）

2015年
- Angel Beats! -1st beat-（日向）
- KLAP!! 〜Kind Love And Punish〜（カミル＝セッツェリン）
- クリスタル クラウン（シエル）
- 黒子のバスケ 未来へのキズナ（黄瀬涼太）
- 幻影異聞録♯FE（蒼井樹）
- 源氏恋絵巻（朧月夜の君）
- 絶対階級学園〜Eden with roses and phantasm〜（鷺ノ宮レイ）
- DAME×PRINCE（メア）
- DIABOLIK LOVERS DARK FATE（無神コウ）
- DIABOLIK LOVERS MORE,BLOOD LIMITED V EDITION（無神コウ）
- テイルズ オブ ゼスティリア（スレイ）
- 刀剣乱舞 ONLINE（2015年 - 2024年、和泉守兼定）
- ドラゴンボール ゼノバース（タイムパトローラー）
- ドラゴンボールヒーローズ（2015年 - 2017年、界王神アバター〈エリートタイプ〉） - 3作品
- ネットハイ（グッド・L・ガイ）
- プリンス・オブ・ストライド（八神陸）
- ゆのはなSpRING!（泉高平）
- 夢王国と眠れる100人の王子様（ナビット、ミリオン、グレイ）
- 妖怪ウォッチバスターズ 赤猫団/白犬隊（エンマ大王）
- ROOT∞REXX（桐生帝）

2016年
- アイ★チュウ（杜若葵）
- 一血卍傑-ONLINE-（サイゾウ）
- SDガンダム GGENERATION（2016年 - 2025年、リベリオ・リンケ、ダリル・ローレンツ、サダニ・アルマーズ、マイキャラクター男性8〈GENESIS〉） - 3作品
- エンドライド-X fragments-（アッシュ）
- Collar×Malice（白石景之）
- 機動戦士ガンダム エクストリームバーサス マキシブースト ON（ダリル・ローレンツ）
- クイズRPG 魔法使いと黒猫のウィズ（リグス・ナハル）
- 源氏物語〜男女逆転恋唄〜（紫）
- PsychicEmotion6（金城瑞希）
- 白猫プロジェクト（レイン・ディアボルス）
- チェインクロニクル〜絆の新大陸〜（ファクト）
- DIABOLIK LOVERS LUNATIC PARADE（無神コウ）
- テイルズ オブ アスタリア（スレイ）
- ドラゴンハンターCOOP（シーカ）
- ドラゴンボール ゼノバース2（タイムパトローラー）
- ニル・アドミラリの天秤 帝都幻惑綺譚（鵜飼昌吾）
- ねんしょう! for Girls（舞園統馬）
- ハイキュー!! Cross team match!（木兎光太郎）
- Blackish House sideA→（結城那由多）
- マクロスΔスクランブル（キース・エアロ・ウィンダミア）
- 猛獣たちとお姫様（ヘンリク）
- 妖怪ウォッチ3 スシ/テンプラ/スキヤキ（エンマ大王）
- 妖怪ウォッチ ぷにぷに

2017年
- ニューダンガンロンパV3 みんなのコロシアイ新学期（百田解斗）
- DIABOLIK LOVERS LOST EDEN（無神コウ）
- テイルズ オブ ザ レイズ（スレイ）
- ブレイブリーデフォルト フェアリーズエフェクト（レイコック）
- KLAP!! 〜Kind Love And Punish〜 Fun Party（カミル＝セッツェリン）
- ブラックローズサスペクツ（アルベール・アレクサンドリーネ・フェリス）
- ツキノパラダイス。（霜月隼）
- Blackish House ←sideZ（結城那由多）
- 戦刻ナイトブラッド（高坂昌信）
- ツキトモ。-TSUKIUTA.12 memories-（霜月隼）
- 白と黒のアリス（ミネット）
- オルタンシア・サーガ -蒼の騎士団-（ヒューゴ）
- ガンダムバーサス（ダリル・ローレンツ）
- キャプテン翼 〜たたかえドリームチーム〜（ステファン・レヴィン）
- イケメンヴァンパイア◆偉人たちと恋の誘惑（アーサー・コナン・ドイル）
- 茜さすセカイでキミと詠う（前田慶次）
- 猛獣たちとお姫様 〜in blossom〜（ヘンリク）
- ニル・アドミラリの天秤 クロユリ炎陽譚（鵜飼昌吾）
- クロノスエイジ（アルノー）
- あやかしむすび（水野流）
- ネオ アンジェリーク 天使の涙（ロシュ）
- オトメ勇者（ダリル）
- モダンコンバット Versus（モナーク）
- 妖怪ウォッチバスターズ2 秘宝伝説バンバラヤー ソード/マグナム（エンマ大王、覚醒エンマ、太陽神エンマ、時空神エンマ、暗黒神エンマ、闇エンマ）
- グリムノーツ Repage（ヴィルヘルム・グリム）

2018年
- 妖怪三国志 国盗りウォーズ（エンマ大王、覚醒エンマ、太陽神エンマ、時空神エンマ、暗黒神エンマ、闇エンマ、夜叉エンマ 他）
- 七つの大罪 ブリタニアの旅人（ハウザー）
- 歌マクロス スマホDeカルチャー（キース・エアロ・ウィンダミア）
- レイヤードストーリーズ　ゼロ（アルフ、東月ソラ）
- Fate/EXTELLA LINK（シャルルマーニュ）
- ファンタジーライフ オンライン
- オンエア!（櫻井百瀬）
- ピオフィオーレの晩鐘（ニコラ）
- Tlicolity Eyes Vol.3（榊原ユウ）
- ゲシュタルト・オーディン（佐賀マイト）
- あやかし恋廻り（倉橋秋泰）
- 機動戦士ガンダム エクストリームバーサス2（2018年 - 2025年、ダリル・ローレンツ） - 4作品
- 白と黒のアリス -Twilight line-（ミネット）
- 夢間集（クンシ）

2019年
- Op8♪（弓槻奏斗）
- ROBOTICS;NOTES DaSH（八汐海翔）
- シンゾウアプリ 6人の彼 -R-（彼）
- 東京クロノス（ロウ）
- DIABOLIK LOVERS CHAOS LINEAGE（コウ）
- ワンダーグラビティ 〜ピノと重力使い〜（イブリック）
- スーパードラゴンボールヒーローズ ワールドミッション（界王神エリートタイプ）
- 妖怪ウォッチ4 ぼくらは同じ空を見上げている / 4++（イツキ、エンマ、覚醒エンマ、闇エンマ、夜叉エンマ）
- スーパーロボット大戦X-Ω（八汐海翔）
- ポケモンマスターズ / EX（2019年 - 、キリヤ）
- DAEMON X MACHINA（アーティスト）
- モンスターストライク（2019年 - 2024年、エンマ大王、タルタロス、亜左弔兵衛）
- 快感♥フレーズCLIMAX -NEXT GENERATION-（桐生卓也）
- 時の歌-終焉なきソナタ-（ロイ）
- 星鳴エコーズ（白金昴）

2020年
- 幻影異聞録♯FE Encore（蒼井樹）
- ファイアーエムブレム ヒーローズ（2020年 - 2023年、ジュリアン、樹、アルフレッド）
- スーパーロボット大戦DD（エルエルフ）
- Moon & Star 〜イケメンタレントとマネージャーの物語〜（望月朋也）
- ULTRAMAN:BE ULTRA（早田進次郎）
- セイクリッドブレイド（ベン）
- 妖怪学園Y 〜ワイワイ学園生活〜（エンマ大王、外楽ユウリ）
- キューピット・パラサイト（ギル・ラヴクラフト）
- メガミヒストリア（ドラキュラ、アポロ）
- 聖闘士星矢 ライジングコスモ（一角獣星座の邪武）
- ピオフィオーレの晩鐘 -Episodio1926-（ニコラ・フランチェスカ）
- 原神（2020年 - 2023年、タルタリヤ）
- 三国志名将伝（曹植）
- サクラ革命 〜華咲く乙女たち〜（サマエル）
- テイルズ オブ クレストリア（スレイ）

2021年
- テラクラシック（ディポ・ドフェラ）
- バディミッション BOND（ルーク）
- LOOPERS（サイモン）
- 世界革命RPG ロードオブヒーローズ（ジョシュア）
- FUSHO-浮生-（主人公・男）
- 新すばらしきこのせかい（桐生義弥）
- 鬼滅の刃 ヒノカミ血風譚（沼の鬼）
- グランサガ（デミアン）
- 共闘ことばRPG コトダマン（木兎光太郎）
- メダロットS（ウルトラシウム）
- ソウル7：闘羅大陸（オスカー）
- スーパーロボット大戦30（早田進次郎 / ULTRAMAN） - DLC追加キャラクター

2022年
- 逆転オセロニア（ハールート）
- 機動戦士ガンダム U.C. ENGAGE（ダリル・ローレンツ）
- ワールドフリッパー（テクト）
- TRANSFORMERS ALLIANCE（バンブル、サイバトロンソルジャー）
- デュエマであそぼう！2022（鬼札アバク）
- AZUREA-空の唄- (司空望月)
- コードギアス Genesic Re;CODE（コナン・ワトソン）
- Fate/Grand Order（2022年 - 2024年、シャルルマーニュ）
- ゼノブレイド3（タイオン、テルニー）
- SDガンダム バトルアライアンス（ダリル・ローレンツ）
- 終のステラ（ジュード・グレイ）
- ピノゲー No.3 ピノ恋 5分で溶ける心とピノ（主人公転校生ピノ）
- きらめきパラダイス（レイ）

2023年
- ファイアーエムブレム エンゲージ（アルフレッド）
- 機動戦士ガンダム アーセナルベース（ダリル・ローレンツ）
- テミラーナ国の強運姫と悲運騎士団（エリック・マーベイル）
- ピノゲー ピノ恋2（ピノ神カカオ）
- 黒子のバスケ Street Rivals（黄瀬涼太）
- キューピット・パラサイト -Sweet & Spicy Darling.-（ギル・ラヴクラフト）

2024年
- マクロス -Shooting Insight-（キース・エアロ・ウィンダミア）
- Honey Vibes（エリヤ）

2025年
- BYAKKO ～四神部隊炎恋記～（山瀬大蔵）
- RAIDOU Remastered: 超力兵団奇譚（定吉）
- 新月同行（スペード）
- スーパーロボット大戦Y（キース・エアロ・ウィンダミア）

2026年
- ハンサムロンダリング -the mystic lover-（月城茅）

### ドラマCD
- アオペラ -aoppella!?-（鈴宮壱）
  - アオペラ1thCD特典
  - アオペラ2ndCD特典
  - アオペラ3rdCD特典
  - アオペラAGF購入特典
- いきなり同棲シリーズ 癒しの妖精セラピア Vol.1（リンス）
- いざ、出陣!恋戦 第二幕 武将探偵 上杉謙信 〜干し柿殺人事件〜（直江兼続[328]）
- In Straight fact（倉崎良太）
- uni. 初音島学生風紀連盟・星空綺麗々奮闘記（須藤和樹）
- SSG〜名門男子校血風録〜（護国寺駿[329]）※原作第1巻ドラマCD付き特装版
- L.G.S 〜新説 封神演義〜 ドラマCD 〜おいでませ妲己島、真夏のリゾート三本勝負!〜（姫発[330]）
- 王子様のプロポーズ（ロベルト・バトン）
- オオカミ君ち。（大神心粋[331]）
- オトナの習い事CD 〜第二巻・胸キュンMAX!ゴルフレッスン編〜（友利要[332]）
- 俺様ティーチャー シリーズ（寒川航平）
  - 俺様ティーチャー ドラマCD 第2弾 ※『花とゆめ』2012年19号付録
  - 俺様ティーチャー ドラマCD 第3弾 ※『花とゆめ』2013年5号付録[333]
- 学☆王 -THE ROYAL SEVEN STARS- +METEOR（大陸[334]）※ゲーム限定版特典
- 神様ドォルズ「日々乃といっしょ」（枸雅阿幾）
- 彼氏がイチャ××(ラブ)を強要して日曜日ベッドから出してくれません!（夾耶[335]）
- カレと一緒におふとんでイチャイチャごろごろするCD Vol.2 Noon（慎[336]）
- キスでキミを溶かすまで イケメン2人に迫られて@オフィス（木庭祐希）
- 吸血ダーリン シリーズ（月岡ハルキ[337]）
  - 吸血ダーリンcase.5 国内結婚・漫画家編
  - 吸血ダーリン Fan Disc vol.1
- 銀の匙 Silver Spoon 激録！農工戦の裏側に潜む恋!?男子♂編（八軒勇吾）※コミック9巻特別版
- 黒子のバスケ シリーズ（黄瀬涼太[338]）
  - 黒子のバスケ DRAMA THEATER 1st GAMES「たまにはいいと思いますよ」
  - 黒子のバスケ DRAMA THEATER 2nd GAMES「それがボクたちのバスケです」
  - 黒子のバスケ DRAMA THEATER 3rd GAMES「すれ違っているかもしれません」
- 月刊少女野崎くん シリーズ（若松博隆[339]）
  - TVアニメ「月刊少女野崎くん」ドラマCD 〜秋編〜
  - TVアニメ「月刊少女野崎くん」ドラマCD 〜冬編〜
- 源氏物語〜男女逆転恋唄〜 シリーズ（紫[340]）
  - 源氏物語〜男女逆転恋唄〜 序之巻
  - 源氏物語〜男女逆転恋唄〜 縁之巻
- 恋チョイ! 〜大学生編〜（森村良）
- 恋人は専属SP 〜恋のミッション24時〜（藤咲瑞貴）
- 5時から9時まで（蜂屋蓮司[341]）※単行本第11・12巻限定版付属ドラマCD
- 午前0時、キスしに来てよ(9) ドラマCD付き特装版（森川あやみ）
- この男子、悪人と呼ばれます。（セブン[342]）
- SERVAMP-サーヴァンプ- シリーズ（ロウレス[343]）
  - 「SERVAMP-サーヴァンプ-」吸血鬼だらけの夏休み
  - 「SERVAMP-サーヴァンプ-」吸血鬼だらけの冬休み
  - 「SERVAMP-サーヴァンプ-」吸血鬼だらけの春休み
  - 「SERVAMP-サーヴァンプ-」吸血鬼だらけの日曜日
  - 「SERVAMP-サーヴァンプ-」吸血鬼だらけのから騒ぎ
  - 「SERVAMP-サーヴァンプ-」アイドルフェスティバル
  - 「SERVAMP-サーヴァンプ-」スクールフェスティバル
  - 「SERVAMP-サーヴァンプ-」サマーフェスティバル
- PSYCHO-PASS サイコパス/ゼロ 名前のない怪物 上巻（神月凌吾[344]）
- 猿の左手（日比野[345]）
- さんかれあ（降谷千紘）※コミック5巻限定版
- 42ネ申 No.01 Celesta〜天国からのインビテーション〜（チェレスタ）
- 忍びよる恋はくせもの（小田川大和[346]）
- 新撰組暁風録 勿忘草（高杉晋作）
- ストロボライツ（東幸久）※『シアロア』購入店舗特典メロンブックス
- SNOW BOUND LAND ドラマCD 〜お見合いクラッシュ大作戦〜（カイ[347]）
- 空色パンデミック（森崎進一）
- 大正偶像浪漫 シリーズ（不二）
  - 大正偶像浪漫「帝國スタア」 四番星[348]
  - 大正偶像浪漫「帝國スタア キネマトグラフ」 四番星[349]
- 大正浪漫〜禁断の恋〜Vol.2 実業家の彼（東郷誠[350]）
- ツキウタ。シリーズ（霜月隼）
  - ツキウタ。ドラマ！その3[351]
  - ツキウタ。ドラマ！その4[352]
  - ドラマ「魔王様IN通販ワンダーランド」
- DIABOLIK LOVERS シリーズ（無神コウ）
  - DIABOLIK LOVERS ドS吸血CD MORE,BLOOD Vol.2 コウ編[353]
  - DIABOLIK LOVERS ドS吸血CD VERSUSII Vol.5 ルキVSコウ[354]
  - DIABOLIK LOVERS DARK FATE Vol.3 下弦の章[355]
  - DIABOLIK LOVERS ドS吸血CD BLOODY BOUQUET Vol.5 コウ編[356]
  - DIABOLIK LOVERS ドS吸血CD VERSUSIII Vol.3 スバルVSコウ[357]
  - DIABOLIK LOVERS LOST EDEN Vol.4 無神編[358]
  - DIABOLIK LOVERS CHAOS LINEAGE Vol.2 VIOLET[359]
  - DIABOLIK LOVERS Para-Selene Vol.3 無神コウ CV.木村良平[360]
  - DIABOLIK LOVERS ドS吸血CD 無神家5th Eternal Blood Vol.3 無神コウ CV.木村良平[361]
  - DIABOLIK LOVERS ドS吸血CD VERSUSⅣ Vol.5 カナトVSコウ[362]
  - DIABOLIK LOVERS ZERO Floor.2 無神コウ CV.木村良平[363]
  - DIABOLIK LOVERS MORE, MORE BLOOD Vol.2 無神コウ CV.木村良平[364]
  - DIABOLIK LOVERS DAYLIGHT Vol.8 無神コウ CV.木村良平[365]
- DIG-ROCK シリーズ（円藤翔舞）
- 天部衆に癒されCD 第壱巻〜守護神 阿修羅王編〜（阿修羅王[366]）
- 東京レイヴンズ ドラマCDパック（阿刀冬児[367]）
- 逃暴者 トモキ編（瀬谷朋樹[368]）
- Dollyholic シリーズ（テマリ[369]）
  - case:01 Natan 罪と罰とミルクココア
  - case:02 Sacha おにいさまとキャラメル
  - case:03 Baptiste 全壊チェリータルト
  - case:04 Gilbert 砂糖菓子よ おこれ
  - case:05 Seize お星さまの不始末
  - case:06 Temari チョコレイト心中
- 夏目友人帳 シリーズ（西村悟）
  - 名取のドラマ撮影に夏目達が参戦!? ※『LaLa』2009年5月号付録
  - 拝啓、夏目貴志様 ※続 夏目友人帳 BD&DVD限定版第5巻特典
  - 夏目友人帳 夏目音物語集2 ※『LaLa』2011年9月号付録
  - 夏目友人帳 柊お使い帳 ※夏目友人帳 肆 BD&DVD限定版第1巻特典
- ネオ アンジェリーク シリーズ（ロシュ）
  - ネオ アンジェリーク 〜あかつきの天使〜
  - ネオ アンジェリーク Special 〜gold note〜
  - ネオ アンジェリーク Abyss バラエティーCD vol.1 アルカディア パラダイス
  - ネオ アンジェリーク Special 〜silver tone〜
  - ネオ アンジェリーク Abyss バラエティーCD Vol.2 アルカディア パラダイス2
- ハカセがっ!!（椎葉ひなつ）
- 箱詰めCD5 学校で一緒に箱詰め（滝口祥太朗[370]）
- ハチミツにはつこい（杉浦夏生[371]）
- はつカレッ☆恋愛デビュー宣言!（桐嶋蒼斗）※『電撃Girl's Style』2013年2月号付録
- 華ノ幕末 恋スル蝶 第六夜（岡田以蔵[372]）
- ハロウィン+タウン（大神志狼）
- 東浦家の休日vol.3〜未来の家族編（永江大護）
- PHANTASY STAR ONLINE2 〜Project ドリームアークス!〜（ゼノ[373]）
- Photograph Journey 〜in Kagawa〜（蓮井弥一[374]）
- ブカツドー!?vol.2 バレー部（吉田真吾）※同人CD C82
- フシギカフェとデンパな魔法青年（ハピルナパプリカフリカッセIII世[375]）
- プラチナコール〜ホスト科男子に恋をする〜 第1弾（綾瀬隼人） ※『Cheese!』2021年10月号付録[376]
- プリンス・オブ・ストライド シリーズ（八神陸）
  - プリンス・オブ・ストライド オーディオドラマ LET THE WIND BLOW[377]
  - プリンス・オブ・ストライド オーディオドラマ MY FIRST LOVE Vol.1 八神陸＆桜井奈々[378]
  - TVアニメ「プリンス・オブ・ストライド オルタナティブ」オーディオドラマ TAKE A DAY OFF[379]
- ぺらぶ! a cappella love!? シリーズ（井之上義哉）
  - ぺらぶ! a cappella love!? #1
  - ぺらぶ! a cappella love!? ♭1 〜夏服サイドストーリーズ〜
- ドラマCD『ボイスサプリ 春＆楓』（楓[380]）
- ぼくのとなりに暗黒破壊神がいます。（月宮ウツギ[381]）
- 僕は友達が少ない 番外編「禁じられた遊び」（羽瀬川小鷹[382]）※小説6巻の特装版に付属
- ぽちゃまに（田上幸也）※『花とゆめ』2014年16号付録[383]
- My Sweet Hubby vol.4 月宮 湊斗（月宮湊斗[384]）
- 猛獣使いと王子様 〜snow Bride〜（エーベル）
- モノノケミステリヰ（鉄輪弥人[385]）
- 酔い愛CD シリーズ（ロマーニ・コンティIII世）
  - 「酔い愛CD」ドラマCD1　男だらけの宴[386]
  - 「酔い愛CD」ドラマCD2　男だらけの告白大会[387]
- LOVE★DON!!★QUIXOTE Vol.4（ソースケ先輩[388]）
- 恋愛番長2 SweetSweetBirthday!!!（データ番長）
- ROBOTICS;NOTES ドラマCD『冬空のロケット』（八汐海翔[389]）
- ディアヴォーカリスト シリーズ（エーダッシュ）

### BLCD
- イエスかノーか半分か（皆川竜起）
- おやすみなさい、また明日（小嶺ヤコ）
- 気まぐれなジャガー（甚左将生）
- BlueMoon, Blue 〜between the sheets〜（宏大）
- TVアニメ LOVE STAGE!! ドラマCD SUMMER STAGE!!（黒井高広）
- 恋愛前夜（ヤコ先生）
- 恋愛前夜 番外編 Chara 19th Anniversary Fair PRESENT CD（山田貞行〈ヤコ先生〉）

### 朗読・その他CD
- 源氏物語〜男女逆転恋唄〜 キャラクターCD 紫之巻（紫[390]）
- 心に響く物語 VOL.3 「初恋男子」「幼なじみ編」
- STORM LOVER シリーズ（相馬隆志）
  - STORM LOVER オリジナルボイスCD 〜恋・愛・食・中・毒! 〜
  - STORM LOVER カップルデートCD -LOVERS COLLECTION- Vol.8「CUTE DISC -澪&隆志-」
- Double Score 〜Forget-me-not〜（森絢吾[391]）
- 肉食男子に恋をする（獅堂徹平）※『電撃Girl's Style』2013年3月号付録
- ハロウィン+タウン スウィートボイスコレクション Happy BOX（大神志狼）
- honeybee 羊でおやすみシリーズ Vol.31 「お楽しみは君と一緒に[392]」
- 坊っちゃん 朗読CD付
- もう一つの日本史 知られざる武将たちの宴 その弐 「武田信玄 対 上杉謙信」（上杉謙信）
- 「酔い愛CD」キャラクターCD3 ロマーニ・コンティIII世（ロマーニ・コンティIII世）
- Reader Song 〜Love Letter 3〜Pops（Long Long Ago/England Folk Song）
- Reader Song 〜Love Letter 4〜Jazz（Unforgettable）

### ラジオドラマ
- アジエンス濃密ヘアマスク HOW TO ムービー「忘れられない髪」
- 青春アドベンチャー「一瞬の風になれ」

### デジタルコミック
- VOMIC 家庭教師ヒットマンREBORN!（2010年、青葉紅葉）
- ULTRAMAN（2014年、早田進次郎[393]）
- 青春ヘビーローテーション（2021年、榛名圭司） - Sho-Comi2021年5号・6号付録コード[394][395]
- 二度目の異世界、少年だった彼は年上騎士になり溺愛してくる（2022年、ルーク（青年）[396]）
- 氷の城壁（2023年、雨宮湊[397]）
- 占い師には花騎士の恋心が見えています（2023年、エクトル・アルデルデ[398]）
- Bite Maker AK（2024年、小虎三成[399]）

### 吹き替え

#### 担当俳優
アレックス・ウルフ
- ジュマンジシリーズ（2018年 - 2019年、スペンサー・グリフィン）
  - ジュマンジ/ウェルカム・トゥ・ジャングル
  - ジュマンジ/ネクスト・レベル

- オールド（2022年、トレント〈15歳〉）

#### 映画
1990年代
- キンダガートン・コップ（1995年）※テレビ朝日版
- ザ・クライアント 依頼人（1997年、マーク・スウェイ〈ブラッド・レンフロ〉）※テレビ朝日版
- ファーゴ（1997年、スコティ）※ソフト版
- ミクロキッズ3（1997年、アダム・サリンスキー〈バグ・ホール〉）

2000年代
- サイモン・バーチ（2000年、ジョー・ウェントワース〈ジョゼフ・マゼロ〉）
- パトリオット（2001年、トーマス）
- E.T.（2002年）※DVD版
- カントリーベアーズ（2003年、デックス・バリントン〈イーライ・マリエンタール〉）
- ジャック（2003年、ルイス・デュランティ〈アダム・ゾロティン〉）※ソフト版
- 家の鍵（2006年、パオロ〈アンドレア・ロッシ〉）
- ナルニア国物語/第1章: ライオンと魔女（2006年、ピーター・ペベンシー〈ウィリアム・モーズリー〉）
- バベル（2007年、アーメッド〈サイード・タルカーニ〉）
- ナルニア国物語/第2章: カスピアン王子の角笛（2008年、ピーター・ペベンシー〈ウィリアム・モーズリー〉）

2010年代
- 三銃士/王妃の首飾りとダ・ヴィンチの飛行船（2011年、ルイ13世〈フレディ・フォックス〉）※劇場公開・ソフト版
- ナルニア国物語/第3章: アスラン王と魔法の島（2011年、ピーター・ペベンシー〈ウィリアム・モーズリー〉）
- パーシー・ジャクソンとオリンポスの神々/魔の海（2013年、タイソン〈ダグラス・スミス〉）
- ライフ・オブ・パイ/トラと漂流した227日（2013年、パイ・パテル〈スラージ・シャルマ〉）
- ゾンビキャンプ（2014年、ディラン・オライリー〈ディラン・シュミッド〉）
- コーチ・ラドスール 無敵と呼ばれた男（2015年、クリス〈アレクサンダー・ルドウィグ〉）
- X-MEN:アポカリプス（2016年、スコット・サマーズ / サイクロップス〈タイ・シェリダン〉）
- フィフス・ウェイブ（2016年、ベン・パリッシュ / ゾンビ〈ニック・ロビンソン〉）
- レヴェナント: 蘇えりし者（2016年、ホーク〈フォレスト・グッドラック〉）
- ザ・スイッチ（2017年）
- DOPE/ドープ!!（2017年、マルコム〈シャメイク・ムーア〉）
- バンブルビー（2019年、バンブルビー）
- X-MEN:ダーク・フェニックス（2019年、スコット・サマーズ / サイクロップス〈タイ・シェリダン〉）
- ベラのワンダフル・ホーム（2019年、ルーカス〈ジョナ・ハウアー＝キング〉）

#### ドラマ
2000年代
- ミディアム 霊能者アリソン・デュボア2（2007年、ジェシー）

2010年代
- ラブレイン（2012年、チョ・ス〈オ・スンユン〉）
- 1年に12人の男（2013年、シフ）
- SMASH シーズン2（2013年、カイル・ビショップ〈アンディ・ミエンタス〉）
- HAWAII FIVE-0 シーズン4 #4（2014年）
- THE 100/ハンドレッド（2015年、ジャスパー・ジョーダン〈デヴォン・ボスティック〉）
- THE FLASH/フラッシュ（2015年、ハートリー・ラサウェイ / パイド・パイパー〈アンディ・ミエンタス〉）
- 陳情令（2019年、魏無羨 / 〈〈肖戦〉〉 ）

2020年代
- 青春ウォルダム 呪われた王宮（2024年、キム・ミョンジン〈イ・テソン〉）
- アイアンハート（2025年、パーカー・ロビンス / フッド〈アンソニー・ラモス〉）

#### アニメ
- ウィークエンダー（コルビー）
- キム・ポッシブル（ウエイド・ロード）
  - キム・ポッシブル シーズン1 - シーズン4
  - キム・ポッシブル ザ・シークレットファイル
  - キム・ポッシブル タイムトラベル
  - キム・ポッシブル デンジャラス・ファイブ
  - キム・ポッシブル ザ・ムービー ドラマチック・ナイト
- 小さな勇者バルトーク/イワン王子を救え!
- トイ・ストーリー（アンディの友達、バズ・ライトイヤーのCMの子供）
- トランスフォーマーシリーズ（バンブルビー）
  - トランスフォーマーアドベンチャー（バンブルビー[409]）
  - トランスフォーマーアドベンチャー　マイクロンの章[410]（バンブルビー）
  - トランスフォーマー サイバーバース（2019年、バンブルビー[411]）
  - トランスフォーマー:ウォー・フォー・サイバトロン・トリロジー（バンブルビー[412]）
  - トランスフォーマー アーススパーク（バンブルビー[413]）
  - トランスフォーマー/ONE（B-127 / バンブルビー[414]）
- 魔道祖師（魏無羨[415]）
- 万聖街（ルイス[416]）
- ラブ、デス&ロボット シーズン2　第2話「ICE」(セジウィック)

### ラジオ
※はインターネット配信。
- 東のエデン 放送部（2009年、アニメイトTV※）
- PASH! 第八分室（2009年 - 2011年、音泉※）
- 江口拓也と木村良平と代永翼のキラキラ☆ビート（2011年 - 2012年、ラジオ大阪、ニコニコ生放送）
  - Trignalのキラキラ☆ビートR（2012年 - 、アニメイトタイムズ※）
- ホトケンらじお（2011年 - 2012年、ニコニコ生放送※）※不定期更新
- ぺらぶらじお（2011年、アニメイトTV※）※5人のパーソナリティからランダムに出演
- 君僕ラジオ。放課後ラプソディ（2011年 - 2012年、アニメイトTV※）
- 僕は友達が少ない on AIR RADIO（2011年 - 2013年、音泉※・HiBiKi Radio Station※）[417]
- ロボティクス・ノーツ電波局（2011年 - 2012年、HiBiKi Radio Station※）
  - ロボティクス・ノーツRADIO〜リアルロボ部 少年少女たちの夢〜（2011年 - 2013年、HiBiKi Radio Station※）
- 坂道のアポロン〜ムカエレコード・地下スタ通信〜（2012年、HiBiKi Radio Station※）
- 賢章と良平のCRANEKINGDOM!ラジオ（2012年、音泉※[418]）
- 木村良平・岡本信彦の電撃Girl's Smile（2013年 - 、アニメイトタイムズ※）
- コンセプションっつーラジオ〜俺のラジオを聴いてくれ!〜（2013年、インターネットラジオ『ハラショー』※・HiBiKi Radio Station※）
- この男子、ラジオでしゃべります!!（2013年 - 2014年、アニメイトTV※）
- レヴラジ〜東京レイヴンズラジオ〜（2013年 - 2014年、音泉※・HiBiKi Radio Station※[419][420]）
- 水島大宙・木村良平 ←SIDE BY SIDE→（2014年 - 2016年、文化放送超!A&G+※）
- ラジオ・オブ・ストライド オルタナティブ（2016年、アニメイトTV※）
- ReLIFE研究所広報課（2016年、comico※・HiBiKi Radio Station※）[421]
- DYNAMIC CHORD [rêve parfait] CHECK☆MATE☆STATION（2017年、音泉※）[422]
- 活撃 刀剣乱舞 ラジオの陣（2017年、HiBiKi Radio Station※）
- 木村良平の感度は良好！（2018年 - 、音泉※）[423]

### ラジオCD
- アルティメット学園放送部CD ※アルティマエース2011年11月号特別付録
- 君僕ラジオ。放課後ラプソディ 第1・第2楽章
- 木村良平・岡本信彦の電撃Girl'sSmile DJCD Smile 01[424]
- 坂道のアポロン〜ムカエレコード・地下スタ通信〜 Vol.1
- 東のエデン 放送部 EDEN SIDE
- 東のエデン 放送部 SELECAO SIDE
- ぺらぶ! A cappella love!? ぺらぶらじお
- 僕は友達が少ない on AIR RADIO Vol.1 - Vol.4
- ラジオCD「レヴラジ〜東京レイヴンズラジオ〜」 Vol.1・2
- ロボティクス・ノーツRADIO〜リアルロボ部 少年少女たちの夢〜 VOL.1

### ナレーション
- Kiramuneカンパニー R/L（2016年4月15日/30日・2017年7月17日/29日、フジテレビNEXT/フジテレビTWO）

### テレビ番組
※はインターネット配信。
- Kiramuneカンパニー R/L（2016年6月11日/25日・2017年7月17日/29日、フジテレビNEXT/フジテレビTWO）
- 今夜、誕生!音楽チャンプ（2017年10月 - 2018年3月、テレビ朝日） - ロボット審査員「チャンプくん」の声
- アナ行き!（2018年10月 - 2019年3月、テレビ朝日）

### 映像商品
- 英国探偵ミステリア
  - 英国探偵ミステリア 〜ミステリアスパレード〜[425]
  - 英国探偵ミステリア 〜オペラ座の怪事件〜[426]
- 江口拓也の俺たちだって癒されたい! 3・4
- オカモトラベル〜南米年越し弾丸ツアー前編〜
- おおきく振りかぶって 〜オレらの夏は終わらない〜
- 黒子のバスケ DVD FAN DISC 〜終わらない夏〜
- 人狼バトル〜人狼vs騎士〜[427]
- 人狼バトル〜人狼VS英雄〜
- 人狼バトル lies and the truth〜人狼VS王子〜
- STORM LOVER
  - STORM LOVER 春恋嵐 イベントDVD
  - STORM LOVER 夏恋嵐 イベントDVD
- 宝探し〜ミライセンシ エピソード0〜in西武園ゆうえんち[428]
- アニメ星人 〜ときめきレシピ〜 チャレンジクッキング編3〜木村良平&豊永利行〜
- 夏目友人帳〜集い 音劇の章〜（西村悟[429]）
- ネオロマンスシリーズ
  - ネオロマンス♥ライヴ 2008 Summer
  - ネオロマンス♥フェスタ ネオ アンジェリーク 大陸祭典（アルカディア・カーニバル）
  - ネオロマンス♥フェスタ10
  - ネオロマンス15周年Special ネオロマンス♥ライヴ 〜アンジェリーク&ネオ アンジェリーク〜
  - ネオ アンジェリーク Special 大陸祭日（アルカディア・ホリディ）
  - ネオロマンス♥15thアニバーサリー
  - ネオロマンス スターライト♥クリスマス
  - ネオロマンス アラモード4
- ライブビデオ JAPAN 乙女♥Festival
- 木村良平のキムライズム
  - 木村良平のキムライズム
  - 木村良平のキムライズムⅡ
  - 木村良平のキムライズムⅢ
  - 木村良平のキムライズムIV
- 木村良平の感度は良好 in 小樽

### テレビドラマ
- わが町V 勝てば天国負ければ地獄!幼児誘拐犯VS刑事達（1994年）
- 3年B組金八先生スペシャル 道は遠くとも〜子供を救え!大人達よ立ち上がれ（1998年）
- TEAM（1999年）
- ズッコケ三人組2（1999年） - 宮下学
- 六番目の小夜子（2000年）
- 池袋ウエストゲートパーク（2000年）
- 菊亭八百善の人びと（2004年）

### 実写映画
- BUGS（1997年）水野真
- 力俥 - RIKISHA - 第3作「浅草立志編」（2018年）鳩谷シロウ

### 舞台
- 夏の夜の夢（1990年6月8日 - 24日、シアターコクーン、演出：出口典雄）
- 王女メディア（1994年11月、サンシャイン劇場、演出：蜷川幸雄）
- 常陸坊海尊
- 隅田川暮色
- グリークス（2000年9月5日 - 24日、シアターコクーン、演出：蜷川幸雄）
- bpm 「シーサイド・スーサイド」（2009年12月9日 - 13日、スペース・ゼロ） - 北野誠治 役
- ロック朗読劇 「学園特救ホトケンサー」（2011年6月18日、19日、東京キネマ倶楽部） - 堂島翠月 / ホトケングリーン 役
- 天才劇団バカバッカ Vol.6 「マイリトルシスター」（2011年12月21日 - 25日、声の出演）
- Kiramune Presents リーディングライブ（2012年 - 2017年）
  - 鍵のかかった部屋（高澤芳男）[430]
  - 悪魔のリドル〜escape 6〜（東兎角）[431]
  - 5コントローラーズ+1（Aoi）[432]
  - OTOGI狂詩曲（桃太郎）[433]
  - パンプキンファームの宇宙人（マロン）[434]
  - Be-Leave（乱暴者）
  - カラーズ（緑川）
- クロジ 第14回「パビリオンの星空」（2015年7月8日 - 12日、シアターサンモール）
- 劇団ヘロヘロQカムパニー「立て！マジンガーZ!!」（2022年11月26日、こくみん共済 coop ホール／スペース・ゼロ） - 日替わりゲスト[435]
- READPIA リーディックシアター「トリカゴ」（2024年1月13日・14日、品川プリンスホテル クラブeX） - カナリア 役[436]
- ノサカラボ朗読劇「アルセーヌ・ルパン #4 カリオストロ伯爵夫人」（2024年8月31日、大手町三井ホール） - モーリス・ルブラン 役[437]
- 朗読会 四季シリーズ・夏「イーハトーヴの旅 〜宮沢賢治の声が聞こえる〜」（2025年8月16日〈予定〉、品川プリンスホテル クラブeX）[438]
- ノサカラボ朗読劇「アルセーヌ・ルパン #5 奇巌城」（2025年8月30日・31日〈予定〉、日経ホール） - モーリス・ルブラン 役[439]

### パチンコ・パチスロ
- P大工の源さん 超韋駄天（2020年、田村源三[440]）

### その他コンテンツ
- 方言男子目覚（2010年、目覚ましアプリ）イチイ
- さんかれあ 千紘目覚まし（2012年、目覚ましアプリ）降谷千紘
- 木村良平×細谷佳正トークセッション「青春はいつも坂道発進」（2012年、坂道のアポロン公式サイト内）
- ボイスサプリ（2015年、楓）
- 超ロボット生命体 トランスフォーマーアドベンチャー玩具CM
- カネボウ化粧品KATE「 ラッシュマキシマイザーN」CM（2019年[441]）
- 丸美屋 麻婆豆腐の素 CM「鼻歌篇」「緊迫篇」「スピード篇」「甘い声篇」「○○と言ったら篇」（2019年[442]）
- セブンプレミアム 植物戦隊 ボタニカル フォース（2020年4月3日 - 6月25日、若草芽斗[443]）
- 青春ヘビーローテーション 謎解きイベント「恋愛漫画のモブキャラになっていたんだが無事に元の世界に脱出できるだろうか?」（2020年、榛名圭司[444]）
- ボイレピ♪ 朝ごはん #9 木村良平さんの声で作る「ポットパイ風あったかシチュー」（2020年）[445]
- アオペラ -aoppella!?-（2021年、鈴宮壱）
- 色彩検定協会「教えて!色彩先生」シリーズ（2023年 - 2024年、叶橙[446][447]）
- トランスフォーマー/ビースト覚醒 CM（2023年、ナレーション）
- 僕らの雨いろプロトコル ボイスドラマ（2023年、仙堂暁斗[448]）

## ディスコグラフィ

### キャラクターソング
| 発売日   | 商品名                                                                                                  | 歌 | 楽曲                                                                                     | 備考                                                                    |
| 2005年   | 2005年                                                                                                  | 2005年 | 2005年                                                                                   | 2005年                                                                  |
| -------- | --- | --- | ---------------------------------------------------------------------------------------- | ----------------------------------------------------------------------- |
| 12月28日 | シュガシュガルーン イメージアルバム                                                                     | ウー（木村良平）&ソール（岩橋直哉） | 「ステレオ・チェック」                                                                   | テレビアニメ『シュガシュガルーン』関連曲                                |
| 2008年   | | |                                                                                          |                                                                         |
| 1月28日  | ヴォーカル集 ネオ アンジェリーク Special 〜silver tone〜                                                | ベルナール（平川大輔）&ロシュ（木村良平） | 「高鳴る鼓動はAllegrissimo」                                                             | ゲーム『ネオ アンジェリーク Special』関連曲                             |
| 1月28日  | ヴォーカル集 ネオ アンジェリーク Special 〜silver tone〜                                                | ロシュ（木村良平） | 「Sunny Shiny Holiday」                                                                  | ゲーム『ネオ アンジェリーク Special』関連曲                             |
| 3月19日  | ネオ アンジェリーク 〜sincerely〜                                                                       | マティアス（楠大典）、エレンフリート（入野自由）、ジェット（中村悠一）、ロシュ（木村良平） | 「Labyrinth 〜風の迷宮〜」                                                               | ゲーム『ネオ アンジェリーク』関連曲                                     |
| 6月4日   | ネオ アンジェリーク Abyss CHARACTER SONGS SCENE 02 ベルナール・ロシュ                                   | ロシュ（木村良平） | 「路地裏 It's so free」                                                                  | ゲーム『ネオ アンジェリーク』関連曲                                     |
| 9月20日  | ネオ アンジェリーク Special 軌跡 〜the brilliant days〜                                                 | レイン（高橋広樹）、ニクス（大川透）、ジェイド（小野坂昌也）、ヒュウガ（小野大輔）、ルネ（山口勝平）、ベルナール（平川大輔）、マティアス（楠大典）、エレンフリート（入野自由）、ジェット（中村悠一）、ロシュ（木村良平） | 「軌跡 〜the brilliant days」                                                            | ゲーム『ネオ アンジェリーク Special』関連曲                             |
| 10月29日 | ヴォーカル集 ネオ アンジェリーク Special 〜gold note〜                                                  | エレンフリート（入野自由）&ロシュ（木村良平） | 「La Vie en Rose 〜薔薇色の奇跡〜」                                                      | ゲーム『ネオ アンジェリーク Special』関連曲                             |
| 2011年   | | |                                                                                          |                                                                         |
| 9月22日  | 学園特救ホトケンサー 限定版                                                                             | 堂島翠月（木村良平） | 「地上から永遠へ」                                                                       | ゲーム『学園特救ホトケンサー』関連曲                                    |
| 9月22日  | ぺらぶ! a cappella love!? ♭1 〜夏服サイドストーリーズ〜                                                 | 井之上義哉（木村良平）、有坂圭一郎（前野智昭）、片桐隼人（細谷佳正）、光永千紘（柿原徹也）、時枝あゆむ（KENN） | 「リルハピデイズ」                                                                       | 『ぺらぶ! A cappella love!?』関連曲                                     |
| 2012年   | | |                                                                                          |                                                                         |
| 3月21日  | テレビアニメ『君と僕。』BD・DVD第4巻（完全生産限定版）特典CD                                            | ホマレッド（木村良平）、ホマブラック（小野友樹）、ホマブルー（内山昂輝）、ホマイエロー（入野自由）、ホマピンク（豊永利行）                                                                                               | 「高校戦隊ホマレンジャー」                                                               | テレビアニメ『君と僕。』 関連曲                                         |
| 4月5日   | テレビアニメ『僕は友達が少ない』BD・DVD第4巻初回生産版「あそーとCD4」                                   | 羽瀬川小鷹（木村良平） | 「FLOWER」                                                                               | テレビアニメ『僕は友達が少ない』関連曲                                  |
| 5月23日  | 黒子のバスケ SOLO SERIES Vol.3 黄瀬涼太                                                                 | 黄瀬涼太（木村良平） | 「Perfect Copy?」 「シャララ☆Goes On」                                                   | テレビアニメ『黒子のバスケ』関連曲                                      |
| 5月23日  | テレビアニメ『君と僕。』BD・DVD第6巻（完全生産限定版）特典CD                                            | 浅羽悠太（内山昂輝）、浅羽祐希（木村良平） | 「ほまれ雪」                                                                             | テレビアニメ『君と僕。』 関連曲                                         |
| 6月1日   | ぺらぶ！-a cappella love!?-CD付きブック〜ぺらぶっく〜                                                   | 井之上義哉（木村良平）、有坂圭一郎（前野智昭）、片桐隼人（細谷佳正）、光永千紘（柿原徹也）、時枝あゆむ（KENN） | 「毎日がアニバーサリー」                                                                 | 『ぺらぶ! A cappella love!?』関連曲                                     |
| 8月22日  | テレビアニメ『君と僕。2』BD・DVD第3巻（完全生産限定版）特典CD                                           | 浅羽悠太（内山昂輝）、浅羽祐希（木村良平） | 「恋のフーガ」                                                                           | テレビアニメ『君と僕。2』関連曲                                         |
| 8月24日  | テレビアニメ『黒子のバスケ』DVD・BD第2巻初回封入特典SPECIAL CD feat.黄瀬涼太                            | 黄瀬涼太（木村良平） | 「セイシュンTIP-OFF!!」                                                                  | テレビアニメ『黒子のバスケ』関連曲                                      |
| 8月29日  | 黒子のバスケ Duet SERIES Vol.2 黒子テツヤ&黄瀬涼太                                                      | 黒子テツヤ（小野賢章）&黄瀬涼太（木村良平） | 「次会う日まで」 「タイムマシーンがなくたって」                                          | テレビアニメ『黒子のバスケ』関連曲                                      |
| 9月12日  | LOVE☆ROCKET急接近!!                                                                                     | 神無木紫音（木村良平）、東真璃斗（豊永利行）、黛流風（細谷佳正） | 「LOVE☆ROCKET急接近!!」 「Provocative」                                                  | ゲーム『Custom Drive』オープニングテーマソング&エンディングテーマソング |
| 9月26日  | OVA『僕は友達が少ない あどおんでぃすく』初回生産特典                                                    | 羽瀬川小鷹（木村良平）、三日月夜空（井上麻里奈）、柏崎星奈（伊藤かな恵）、楠幸村（山本希望）、志熊理科（福圓美里）、羽瀬川小鳩（花澤香菜）、高山マリア（井口裕香）                                                       | 「君は友達」                                                                             | OVA『僕は友達が少ない あどおんでぃすく』エンディングテーマ              |
| 2013年   | | |                                                                                          |                                                                         |
| 2月6日   | 僕らの翼                                                                                                | 羽瀬川小鷹（木村良平） | 「思い出シュノーケル」                                                                   | テレビアニメ『僕は友達が少ないNEXT』関連曲                              |
| 3月7日   | 英国探偵ミステリア キャラソンCD vol.2<ワトソンJr.「最大風速センチメント」                               | ワトソンJr.〈ウィリアム・H・ワトソン〉（木村良平） | 「最大風速センチメント」                                                                 | テレビアニメ『英国探偵ミステリア』関連曲                                |
| 3月27日  | テレビアニメ『マギ』BD・DVD第4巻（完全生産限定版）特典CD                                                | ジュダル（木村良平） | 「黒い太陽」                                                                             | テレビアニメ『マギ The labyrinth of magic』関連曲                       |
| 10月23日 | DIABOLIK LOVERS MORE,BLOOD「極限（UNLIMITED）BLOOD」                                                    | 無神コウ（木村良平）、無神ユーマ（鈴木達央）、無神アズサ（岸尾だいすけ） | 「月蝕（Eclipse）」                                                                      | ゲーム『DIABOLIK LOVERS MORE,BLOOD』エンディングテーマ                  |
| 11月1日  | ツキウタ。 11月 霜月隼「アイシクル」                                                                    | 霜月隼（木村良平） | 「アイシクル」 「魔王（KIKUO MIX Ver.）」                                                | 『ツキウタ。』関連曲                                                    |
| 11月6日  | マイナスエイト主題歌CD                                                                                  | -8 | 「キミ専用(ONLY)HERO!!!」 「Beginning of Love」                                          | ゲーム『-8』オープニング&エンディングテーマ                             |
| 2014年   | | |                                                                                          |                                                                         |
| 1月24日  | テレビアニメ『メガネブ!』BD・DVD第2巻 通常特典CD                                                        | 木全隼人（木村良平） | 「どこまでだって！」                                                                     | テレビアニメ『メガネブ!』関連曲                                         |
| 1月29日  | マイナスエイト キャラクターソング+ドラマ                                                                | 虹丘リオン（木村良平）、南錠景馬（森久保祥太郎） | 「同調MASS∞GAME」                                                                        | ゲーム『-8』関連曲                                                      |
| 3月7日   | Photograph Journey 〜in Kagawa〜                                                                        | 蓮井弥一（木村良平） | 「シンパシー⇔リンク」                                                                    |                                                                         |
| 3月26日  | SOLO MINI ALBUM Vol.1 黒子 テツヤ -Ignite Music-                                                        | 黒子テツヤ（小野賢章） feat.黄瀬涼太（木村良平） | 「Your Membership」                                                                      | テレビアニメ『黒子のバスケ』関連曲                                      |
| 6月18日  | SOLO MINI ALBUM Vol.2 黄瀬涼太 -Never Copy Myself-                                                      | 黄瀬涼太（木村良平） | 「Change」 「シャッターチャンスはSmileより」 「シャララ☆Goes On (Remix)」                | テレビアニメ『黒子のバスケ』関連曲                                      |
| 6月18日  | SOLO MINI ALBUM Vol.2 黄瀬涼太 -Never Copy Myself-                                                      | 黄瀬涼太（木村良平） feat.笠松幸男（保志総一朗） | 「ALL FOR WIN」                                                                          | テレビアニメ『黒子のバスケ』関連曲                                      |
| 6月18日  | SOLO MINI ALBUM Vol.2 黄瀬涼太 -Never Copy Myself-                                                      | 黄瀬涼太（木村良平） feat.火神大我（小野友樹） | 「全人未到 SPARK」                                                                       | テレビアニメ『黒子のバスケ』関連曲                                      |
| 7月25日  | 君に花を、君に星を                                                                                      | 霜月隼（木村良平）、文月海（羽多野渉） | 「君に花を、君に星を」                                                                   | 『ツキウタ。』関連曲                                                    |
| 8月31日  | SOLO MINI ALBUM Vol.5 青峰大輝 -Formless Beat-                                                          | 青峰大輝（諏訪部順一） feat.黄瀬涼太（木村良平） | 「Let me burn!!」                                                                        | テレビアニメ『黒子のバスケ』関連曲                                      |
| 10月15日 | DIABOLIK LOVERS MORE CHARACTER SONG Vol.4                                                               | 無神コウ（木村良平） | 「悪魔的Spire!!!!」                                                                      | 『DIABOLIK LOVERS』関連曲                                               |
| 10月29日 | テレビアニメ『月刊少女野崎くん』BD・DVD第2巻 初回生産特典スペシャルCD                                   | 若松博隆（木村良平） | 「君の瞳に怯えてる」                                                                     | テレビアニメ『月刊少女野崎くん』関連曲                                  |
| 11月26日 | テレビアニメ『マギ The kingdom of magic』BD・DVD第11巻（完全生産限定版）特典CD                          | ジュダル（木村良平）、白龍（小野賢章） | 「The BLACK」                                                                            | テレビアニメ『マギ The kingdom of magic』関連曲                         |
| 11月28日 | Celestite                                                                                               | 霜月隼（木村良平）、文月海（羽多野渉） | 「Celestite」                                                                            | 『ツキウタ。』関連曲                                                    |
| 2015年   | | |                                                                                          |                                                                         |
| 3月27日  | ONE CHANCE?                                                                                             | Procellarum | 「ONE CHANCE?」                                                                          | 『ツキウタ。』関連曲                                                    |
| 4月24日  | 好敵手CD『源氏物語〜男女逆転恋唄〜 紫×六条之巻』                                                        | 紫（木村良平）、六条（鳥海浩輔） | 「うたかたの夢」                                                                         | ドラマCD『源氏物語〜男女逆転恋唄〜』関連曲                              |
| 8月19日  | DIABOLIK LOVERS Bloody Songs -SUPER BEST II- 無神家ver                                                  | 無神ルキ（櫻井孝宏）、無神コウ（木村良平）、無神ユーマ（鈴木達央）、無神アズサ（岸尾だいすけ） | 「罠 -If You're Diablo-」                                                                | 『DIABOLIK LOVERS』関連曲                                               |
| 8月26日  | キャラクターCD「SERVAMP-サーヴァンプ-」 Vol.3 リヒト＆ロウレス                                          | リヒト・ジキルランド・轟（島﨑信長）、ロウレス（木村良平） | 「What's your name?」                                                                    | キャラクターCD『SERVAMP-サーヴァンプ-』関連曲                           |
| 8月26日  | キャラクターCD「SERVAMP-サーヴァンプ-」 Vol.3 リヒト＆ロウレス                                          | ロウレス（木村良平） | 「What's your name?」                                                                    | キャラクターCD『SERVAMP-サーヴァンプ-』関連曲                           |
| 12月2日  | うたの☆プリンスさまっ♪ マジLOVEレボリューションズ BD・DVD第6巻特典CD                                    | HE★VENS | 「HE★VENS GATE -Beginning of the Legend-」                                               | テレビアニメ『うたの☆プリンスさまっ♪ マジLOVEレボリューションズ』挿入歌 |
| 12月2日  | TVアニメ「キュートランスフォーマー さらなる人気者への道」 BD&DVD 初回限定盤 特典CD                      | バンブルビー（木村良平） | 「Let It Bee 〜蜂蜜みたいな恋をさがそう〜」                                              | テレビアニメ『キュートランスフォーマー さらなる人気者への道』関連曲     |
| 2016年   | | |                                                                                          |                                                                         |
| 2月17日  | DIABOLIK LOVERS VERSUS SONG Requiem（2）Bloody Night Vol.V コウVSユーマ                                 | 無神コウ（木村良平）、無神ユーマ（鈴木達央） | 「DIE IS CAST」                                                                          | 『DIABOLIK LOVERS』関連曲                                               |
| 2月17日  | DIABOLIK LOVERS VERSUS SONG Requiem（2）Bloody Night Vol.V コウVSユーマ                                 | 無神コウ（木村良平） | 「DIE IS CAST」                                                                          | 『DIABOLIK LOVERS』関連曲                                               |
| 2月24日  | ディア♥ヴォーカリスト エントリーNo.5 エーダッシュ                                                       | A'（木村良平） | 「かむかむみらくる」 「RE:Morse」                                                        | 『ディア♥ヴォーカリスト』関連曲                                         |
| 3月23日  | テレビアニメ『プリンス・オブ・ストライド オルタナティブ』BD・DVD第1巻 キャラクターソングCD 01           | 八神陸（木村良平）、藤原尊（岡本信彦） | 「Sun & Moon」                                                                           | テレビアニメ『プリンス・オブ・ストライド オルタナティブ』関連曲         |
| 8月26日  | ツキウタ。THE ANIMATION 主題歌                                                                          | Procellarum | 「LOLV -Lots of Love-」                                                                  | テレビアニメ『ツキウタ。 THE ANIMATION』オープニングテーマ              |
| 9月27日  | 「ReLIFE」キャラクターソング アニメイト連動特典CD                                                       | 海崎新太（小野賢章）×夜明了（木村良平） | 「ReVENGE」                                                                              | テレビアニメ『ReLIFE』関連曲                                            |
| 10月26日 | TVアニメ「プリンス・オブ・ストライド オルタナティブ」キャラクターソングCD vol.1                         | 八神陸（木村良平） | 「Brilliant Gray」                                                                       | テレビアニメ『プリンス・オブ・ストライド オルタナティブ』関連曲         |
| 11月2日  | うたの☆プリンスさまっ♪ マジLOVEレジェンドスター デュエットアイドルソング 来栖翔 & 日向大和              | 来栖翔（下野紘）、日向大和（木村良平） | 「JUSTICE IMPULSE」                                                                      | テレビアニメ『うたの☆プリンスさまっ♪ マジLOVEレジェンドスター』挿入歌   |
| 11月2日  | うたの☆プリンスさまっ♪ マジLOVEレジェンドスター デュエットアイドルソング 来栖翔 & 日向大和              | 日向大和（木村良平） | 「OVER THE TOP」                                                                         | テレビアニメ『うたの☆プリンスさまっ♪ マジLOVEレジェンドスター』関連曲   |
| 11月9日  | 『刀剣乱舞-花丸-』 歌詠集 其の三                                                                        | 堀川国広（榎木淳弥）、和泉守兼定（木村良平） | 「時ぞとも無し兼備の華よ」                                                               | テレビアニメ『刀剣乱舞-花丸-』エンディングテーマ                        |
| 12月21日 | ディア♥ヴォーカリスト Riot エントリーNo.3 エーダッシュ                                                  | A'（木村良平） | 「Crazy≒Nutrient」 「まさかのMassacre!」                                                 | 『ディア♥ヴォーカリスト』関連曲                                         |
| 12月28日 | 不滅のインフェルノ                                                                                      | HE★VENS | 「不滅のインフェルノ」                                                                   | テレビアニメ『うたの☆プリンスさまっ♪マジLOVEレジェンドスター』挿入歌    |
| 12月28日 | 不滅のインフェルノ                                                                                      | HE★VENS | 「HE★VENLY PARADE」                                                                      | テレビアニメ『うたの☆プリンスさまっ♪マジLOVEレジェンドスター』関連曲    |
| 2017年   | | |                                                                                          |                                                                         |
| 1月11日  | TVアニメ『うたの☆プリンスさまっ♪マジLOVEレジェンドスター』 BD・DVD第1巻特典CD                           | ST☆RISH、QUARTET NIGHT、HE★VENS | 「夢を歌へと…！」                                                                        | テレビアニメ『うたの☆プリンスさまっ♪ マジLOVEレジェンドスター』挿入歌   |
| 2月22日  | SERVAMP-サーヴァンプ- ソロキャラクターソングミニアルバム Vol.1 椿・御園・スノウリリイ・リヒト・ロウレス | ロウレス（木村良平） | 「唯一無二の君」                                                                         | テレビアニメ『SERVAMP-サーヴァンプ-』関連曲                             |
| 2月24日  | ツキウタ。 THE ANIMATION BD・DVD第6巻特典CD                                                             | 霜月隼（木村良平） | 「albion〜ふたりだけの白〜」                                                             | テレビアニメ『ツキウタ。 THE ANIMATION』エンディングテーマ              |
| 3月15日  | ディア♥ヴォーカリスト THE BEST Rock Out!!!                                                              | A'（木村良平） | 「KKK→E」                                                                                | 『ディア♥ヴォーカリスト』関連曲                                         |
| 3月24日  | ツキウタ。 THE ANIMATION BD・DVD第7巻特典CD                                                             | Six Gravity、Procellarum | 「ツキノウタ。」                                                                         | テレビアニメ『ツキウタ。 THE ANIMATION』エンディングテーマ              |
| 7月26日  | 活撃特典音楽集 壱                                                                                       | 和泉守兼定（木村良平）、陸奥守吉行（濱健人） | 「証」                                                                                   | テレビアニメ『活撃 刀剣乱舞』関連曲                                     |
| 10月18日 | ディア♥ヴォーカリスト Wired エントリーNo.4 エーダッシュ                                                 | A'（木村良平） | 「S≠O≒S」 「四葉CLOVER」                                                                 | 『ディア♥ヴォーカリスト』関連曲                                         |
| 11月1日  | うたの☆プリンスさまっ♪ HEAVEN SKY エピソードCD                                                          | HE★VENS | 「HEAVEN SKY」                                                                           | 『うたの☆プリンスさまっ♪』関連曲                                        |
| 11月29日 | Collar×Malice Character CD vol.5 白石景之                                                               | 白石景之（木村良平） | 「Little Love Song」                                                                     | ゲーム『Collar×Malice』関連曲                                           |
| 12月6日  | 『刀剣乱舞-花丸-』歌詠全集                                                                              | 花丸刀剣男士一同 | 「花丸◎日和！47振りver.」                                                                | 劇場アニメ『刀剣乱舞-花丸- 〜幕間回想録〜』主題歌                       |
| 12月27日 | 活撃特典音楽集 陸                                                                                       | 和泉守兼定（木村良平）、堀川国広（榎木淳弥） | 「縁」                                                                                   | テレビアニメ『活撃 刀剣乱舞』関連曲                                     |
| 2018年   | | |                                                                                          |                                                                         |
| 1月17日  | ちるらん にぶんの壱 キャラソング                                                                        | 土方歳三（鈴木達央）、永倉新八（梅原裕一郎）、斉藤一（木村良平）、沖田総司（代永翼）、原田左之助（蒼井翔太） | 「証」                                                                                   | テレビアニメ『ちるらん にぶんの壱』関連曲                               |
| 1月17日  | ちるらん にぶんの壱 キャラソング                                                                        | 斉藤一（木村良平） | 「面影」                                                                                 | テレビアニメ『ちるらん にぶんの壱』関連曲                               |
| 2月14日  | 続『刀剣乱舞-花丸-』歌詠集 其の六                                                                       | 大和守安定（市来光弘）、加州清光（増田俊樹）、小夜左文字（村瀬歩）、鶯丸（柿原徹也）、堀川国広（榎木淳弥）、和泉守兼定（木村良平）、太郎太刀（泰勇気）、次郎太刀（宮下栄治）                                             | 「花丸印の日のもとで ver.6」                                                             | テレビアニメ『続 刀剣乱舞-花丸-』オープニングテーマ                     |
| 2月23日  | Light&Shade                                                                                             | リュゼ（斉藤壮馬）、メア（木村良平） | 「Light&Shade」                                                                          | テレビアニメ『ダメプリ ANIME CARAVAN』エンディングテーマ                |
| 2月28日  | Wonderland Wars Cast Song                                                                               | ピーター・ザ・キッド（木村良平）、アイアン・フック（中田譲治） | 「Neverending Paradise」                                                                 | ゲーム『Wonderland Wars』関連曲                                         |
| 4月4日   | fleur                                                                                                   | 天上天下 | 「世直し忍者」                                                                           | ゲーム『アイ★チュウ』関連曲                                             |
| 8月15日  | ディア♥ヴォーカリスト Xtreme エントリーNo.6 エーダッシュ                                                | A'（木村良平） | 「だからおねがいだから。」 「ぱぴぷぺぽでらりるれろ」                                    | 『ディア♥ヴォーカリスト』関連曲                                         |
| 8月22日  | 紺碧のアル・フィーネ                                                                                    | 伊豆乃風 | 「紺碧のアル・フィーネ」 「奇跡」                                                        | テレビアニメ『ぐらんぶる』関連曲                                        |
| 8月22日  | 紺碧のアル・フィーネ                                                                                    | 伊豆乃風 | 「紺碧のアル・フィーネ〜二軒目にカラオケに入った俺たちのテンションスーパーMAXver.〜」    | テレビアニメ『ぐらんぶる』エンディングテーマ                            |
| 9月19日  | ディア♥ヴォーカリスト THE BEST Rock Out!!!#2                                                            | A'（木村良平） | 「人間辞めたってよ。」                                                                   | 『ディア♥ヴォーカリスト』関連曲                                         |
| 12月26日 | Free!-Dive to the Future- キャラクターソングミニアルバム Vol.2 Close Up Memories                        | 桐嶋郁弥（内山昂輝）、遠野日和（木村良平） | 「キミの水が笑うから」                                                                   | テレビアニメ『Free!-Dive to the Future-』関連曲                         |
| 2019年   | | |                                                                                          |                                                                         |
| 1月29日  | 黒子のバスケ 1st SEASON Blu-ray BOX 特典CD                                                              | 黄瀬涼太（木村良平） | 「限界突破FIGHT!!」                                                                      | テレビアニメ『黒子のバスケ』関連曲                                      |
| 2月13日  | おとどけカレシ -Character Song- 瀬戸 仁 Fake                                                            | 瀬戸仁（木村良平） | 「Sweety Magic」                                                                         | キャラクターCD『おとどけカレシ』関連曲                                  |
| 2月13日  | おとどけカレシ -Character Song- 瀬戸 仁 Real                                                            | 瀬戸仁（木村良平） | 「Reflection」                                                                           | キャラクターCD『おとどけカレシ』関連曲                                  |
| 2月27日  | 劇場版 うたの☆プリンスさまっ♪ マジLOVEキングダム スペシャルユニットドラマCD トキヤ・セシル・大和        | 一ノ瀬トキヤ（宮野真守）、愛島セシル（鳥海浩輔）、日向大和（木村良平） | 「カレイドスコープ」                                                                     | 劇場アニメ『劇場版 うたの☆プリンスさまっ♪ マジLOVEキングダム』挿入歌    |
| 3月13日  | アンセム フォー ジ エンジェル                                                                           | 日向大和（木村良平） | 「人生 on Sparking!」                                                                    | 『うたの☆プリンスさまっ♪』関連曲                                        |
| 3月20日  | アイ★チュウ BEST ALBUM アイ盤                                                                           | 天上天下 | 「今宵カフェーで逢ひましょう」                                                           | ゲーム『アイ★チュウ』関連曲                                             |
| 3月27日  | BAD HOWLING-惡意共鳴-                                                                                   | 逆巻アヤト（緑川光）、無神コウ（木村良平）、逆巻シュウ（鳥海浩輔） | 「BAD HOWLING-惡意共鳴-」                                                                | ゲーム『DIABOLIK LOVERS CHAOS LINEAGE』オープニングテーマ               |
| 4月3日   | 愛を捧げよ 〜the secret Shangri-la〜                                                                    | HE★VENS | 「愛を捧げよ 〜the secret Shangri-la〜」                                                 | 劇場アニメ『劇場版 うたの☆プリンスさまっ♪ マジLOVEキングダム』挿入歌    |
| 4月3日   | 愛を捧げよ 〜the secret Shangri-la〜                                                                    | HE★VENS | 「GIRA×2★SEVEN」                                                                         | テレビアニメ『うたの☆プリンスさまっ♪ マジLOVEレジェンドスター』関連曲   |
| 4月24日  | We are VORPAL SWORDS!!                                                                                  | 黒子テツヤ（小野賢章）、火神大我（小野友樹）、赤司征十郎（神谷浩史）、青峰大輝（諏訪部順一）、緑間真太郎（小野大輔）、黄瀬涼太（木村良平）、紫原敦（鈴村健一）                                                           | 「We are VORPAL SWORDS!!」                                                               | 劇場アニメ『劇場版 黒子のバスケ LAST GAME』関連曲                       |
| 6月28日  | CRAZY×ALIVE!!                                                                                           | 西園寺藤（武内駿輔）、西園寺藍（八代拓）、西園寺玄（斉藤壮馬）、有栖川一悦（木村良平）、有栖川二巴（前野智昭）、有栖川三織（石川界人）                                                                                   | 「CRAZY×ALIVE!!」                                                                        | ドラマCD『俺様レジデンス CRAZY×ALIVE!!』主題歌                          |
| 6月28日  | CRAZY×ALIVE!!                                                                                           | 有栖川一悦（木村良平） | 「CRAZY×ALIVE!!」                                                                        | ドラマCD『俺様レジデンス CRAZY×ALIVE!!』関連曲                          |
| 12月18日 | ディア♥ヴォーカリスト Evolve エントリーNo.6 エーダッシュ                                                | A'（木村良平） | 「宵闇に相乗り」 「#HAPPY」                                                              | 『ディア♥ヴォーカリスト』関連曲                                         |
| 12月25日 | 劇場版 うたの☆プリンスさまっ♪ マジLOVEキングダム BD・DVD特典CD                                          | ST☆RISH、QUARTET NIGHT、HE★VENS | 「マジLOVEキングダム」 「Welocme to UTA☆PRI KINGDOM!!」                                  | 劇場アニメ『劇場版 うたの☆プリンスさまっ♪ マジLOVEキングダム』挿入歌    |
| 2020年   | | |                                                                                          |                                                                         |
| 1月15日  | 好きすぎてやばい。〜告白実行委員会キャラクターソング集〜                                                | HoneyWorks feat. 芹沢千秋（木村良平）、明智咲（緑川光） | 「ラブヘイトマジョリティ」                                                               | 『告白実行委員会〜恋愛シリーズ〜』関連曲                                |
| 1月15日  | 好きすぎてやばい。〜告白実行委員会キャラクターソング集〜                                                | HoneyWorks feat. 芹沢千秋（木村良平） | 「線香花火」                                                                             | 『告白実行委員会〜恋愛シリーズ〜』関連曲                                |
| 3月25日  | JEALOUSYS                                                                                               | Sylphy | 「火焔のカメリア」 「雪花」                                                              | ゲーム『快感♥フレーズ CLIMAX』関連曲                                    |
| 6月26日  | White Sparks                                                                                            | Procellarum | 「White Sparks」                                                                         | テレビアニメ『ツキウタ。 THE ANIMATION2』オープニングテーマ             |
| 8月26日  | Paradise Lost〜Fall on me〜                                                                             | 鳳瑛一（緑川光）、桐生院ヴァン（高橋英則）、日向大和（木村良平） | 「Fall on me」                                                                           | 『うたの☆プリンスさまっ♪』関連曲                                        |
| 9月16日  | SUPER STAR/THIS IS...!/Genesis HE★VENS                                                                  | 鳳瑛一（緑川光）、皇綺羅（小野大輔）、帝ナギ（代永翼）、鳳瑛二（内田雄馬）、桐生院ヴァン（高橋英則）、日向大和（木村良平）、天草シオン（山下大輝）                                                                       | 「Genesis HE★VENS」                                                                      | 『うたの☆プリンスさまっ♪』関連曲                                        |
| 11月10日 | 大工の源さん 超韋駄天 THE BEST                                                                          | 田村源三（木村良平） | 「GEN!GEN!!GEN!!!（超韋駄天ver.）」 「オイラが大工の源さんだ！ （超韋駄天ver.）」        | パチンコ『P大工の源さん 超韋駄天』挿入歌                                |
| 11月11日 | Tales of Dream Project -Festival Songs-                                                                 | Tales of Dreamers | 「Endless Journey」                                                                      | イベント『テイルズ オブ フェスティバル 2020』テーマソング               |
| 12月23日 | OUVERTURE                                                                                               | 天上天下 | 「月光華」                                                                               | ゲーム『アイ★チュウ Étoile Stage』関連曲                                |
| 2021年   | | |                                                                                          |                                                                         |
| 2月24日  | 一番星                                                                                                  | アイチュウ | 「一番星の歌〜未来のレジェンド伝説〜」                                                   | テレビアニメ『アイ★チュウ』オープニングテーマ                           |
| 5月21日  | アオペラ -aoppella!?-                                                                                   | リルハピ | 「Playlist」                                                                             | 『アオペラ -aoppella!?-』関連曲                                         |
| 6月2日   | うたの☆プリンスさまっ♪10th Anniversary CD                                                               | 鳳瑛一（緑川光）、皇綺羅（小野大輔）、帝ナギ（代永翼）、鳳瑛二（内田雄馬）、桐生院ヴァン（高橋英則）、日向大和（木村良平）、天草シオン（山下大輝）                                                                       | 「ENDLESS SCORE」                                                                        | 『うたの☆プリンスさまっ♪』関連曲                                        |
| 6月23日  | ディア♥ヴォーカリスト Raving Beats!!! NSFW                                                              | A'（木村良平） | 「未来へ」 「ピンチ102号」 「Calling Cat」                                               | 『ディア♥ヴォーカリスト』関連曲                                         |
| 6月25日  | ツキウタ。 THE ANIMATION2 BD・DVD第6巻特典CD                                                            | 霜月隼（木村良平） | 「Cry for ×××」                                                                          | テレビアニメ『ツキウタ。 THE ANIMATION2』エンディングテーマ             |
| 7月30日  | ツキウタ。 THE ANIMATION2 BD・DVD第7巻特典CD                                                            | Six Gravity、Procellarum | 「月ノ詩。」                                                                             | テレビアニメ『ツキウタ。 THE ANIMATION2』エンディングテーマ             |
| 8月27日  | 彩を失う                                                                                                | 霜月隼（木村良平） | 「彩を失う」                                                                             | 『ツキウタ。』関連曲                                                    |
| 9月24日  | アオペラ -aoppella!?-2                                                                                  | リルハピ | 「キセキノウタ」                                                                         | 『アオペラ -aoppella!?-』関連曲                                         |
| 10月4日  | Blast it! -Short Ver.-                                                                                  | RE-O-DO（増田俊樹）、JOSHUA（島﨑信長）、JUDAH（斉藤壮馬）、2(YOU)（花江夏樹）、MOMOCHI（豊永利行）、A'（木村良平） | 「Blast it! -Short Ver.-」                                                               | 『ディア♥ヴォーカリスト』関連曲                                         |
| 10月27日 | One Day                                                                                                 | 日向大和（木村良平） | 「オウマガトキ・メア」                                                                   | 『うたの☆プリンスさまっ♪』関連曲                                        |
| 10月27日 | One Day                                                                                                 | 鳳瑛一（緑川光）、皇綺羅（小野大輔）、帝ナギ（代永翼）、鳳瑛二（内田雄馬）、桐生院ヴァン（高橋英則）、日向大和（木村良平）、天草シオン（山下大輝）                                                                       | 「One Day」                                                                              | 『うたの☆プリンスさまっ♪』関連曲                                        |
| 2022年   | | |                                                                                          |                                                                         |
| 2月10日  | アオペラ -aoppella!?-3                                                                                  | リルハピ | 「リルリルHappy!」                                                                       | 『アオペラ -aoppella!?-』関連曲                                         |
| 6月15日  | アオペラ -aoppella!?- 1st ALBUM -A-                                                                     | リルハピ、FYA'M' | 「アオペラの「ア」-introduction song-」                                                  | 『アオペラ -aoppella!?-』関連曲                                         |
| 6月15日  | アオペラ -aoppella!?- 1st ALBUM -A-                                                                     | リルハピ | 「RAINBOW」                                                                              | 『アオペラ -aoppella!?-』関連曲                                         |
| 9月16日  | アオペラ -aoppella!?-4                                                                                  | リルハピ | 「KALEIDOSCOPE」                                                                         | 『アオペラ -aoppella!?-』関連曲                                         |
| 12月21日 | 「ディア♥ヴォーカリスト Unlimited」エントリーNo.6 NSFW                                                  | A'（木村良平） | 「そらからふるゆめ」 「THE MIRROR HOUSE」                                                | 『ディア♥ヴォーカリスト』関連曲                                         |
| 2023年   | | |                                                                                          |                                                                         |
| 4月21日  | アオペラ -aoppella!?-5                                                                                  | リルハピ | 「Touch the sky」                                                                        | 『アオペラ -aoppella!?-』関連曲                                         |
| 9月27日  | アオペラ -aoppella!?-5.5                                                                                | リルハピ、FYA'M'、VadLip | 「5+6+6=Voice to Voice」                                                                 | 『アオペラ -aoppella!?-』関連曲                                         |
| 9月27日  | アオペラ -aoppella!?-5.5                                                                                | リルハピ | 「5+6+6=Voice to Voice -街風コラージュ-」                                                | 『アオペラ -aoppella!?-』関連曲                                         |
| 2024年   | | |                                                                                          |                                                                         |
| 4月3日   | 大工の源さん極源 THE BEST                                                                               | 田村源三（木村良平） | 「極源SouL」 「GEN!GEN!!GEN!!!八王子P Remix」 「オイラが大工の源さんだ！Nizikawa Remix」 | パチンコ『P大工の源さん 極源』挿入歌                                    |

### その他参加楽曲
| 発売日         | 商品名                                                         | 歌 | 楽曲 | 備考 |
| -------------- | -------------------------------------------------------------- | --- | --- | ---- |
| 2012年2月8日   | 新・百歌声爛II -男性声優編-                                    | 木村良平 | 「ドラえもんのうた」〜 「葛飾ラプソディー」〜 「サザエさん」〜 「近道したい」〜 「Wind Climbing 〜風にあそばれて〜」〜 「創聖のアクエリオン」〜 「ドラマチック」〜 「一斉の声」〜 「そばかす」〜 「ムーンライト伝説」 |      |
| 2021年2月24日  | Disney 声の王子様 Voice Stars Dream Selection III              | 木村良平 | 「アラビアン・ナイト〜ランプの伝説 -朗読-」 |      |
| 2021年2月24日  | Disney 声の王子様 Voice Stars Dream Selection III              | 伊東健人、植田圭輔、浦田わたる、太田基裕、岡宮来夢、木村良平、島﨑信長、仲田博喜、仲村宗悟、三浦宏規、森久保祥太郎、加藤和樹、浪川大輔 | 「小さな世界」 「ミッキーマウス・マーチ」 |      |
| 2021年2月24日  | Disney 声の王子様 Voice Stars Dream Selection III Amazon特典CD | 木村良平 | 「小さな世界」 |      |
| 2021年11月19日 | Disney 声の王子様 Voice Stars Dream Live 2021 特典DISC3        | 伊東健人、植田圭輔、浦田わたる、太田基裕、岡宮来夢、木村良平、島﨑信長、仲田博喜、仲村宗悟、三浦宏規、森久保祥太郎                     | 「フィール・ザ・ラブ」 |      |
| 2021年11月19日 | Disney 声の王子様 Voice Stars Dream Live 2021 Amazon特典CD     | 木村良平 | 「ミッキーマウス・マーチ」 |      |